# Tiergarten Nürnberg
Der Tiergarten Nürnberg ist ein 65 Hektar großer Landschaftszoo am Rande der Stadt Nürnberg im Lorenzer Reichswald am Schmausenbuck gelegen. Es werden gut 300 Tierarten gehalten, darunter zahlreiche gefährdete Arten. Der gesamte Nürnberger Tiergarten sowie das angrenzende Gelände am Schmausenbuck ist Bestandteil des Natura-2000-Netzwerkes und als Schutzgebiet DE6532372, Tiergarten Nürnberg mit Schmausenbuck ausgewiesen.

## Geschichte

### Mittelalterlicher Tiergarten
Die Tradition des Tiergartens beziehungsweise des Tierparks lässt sich in Nürnberg bis in das Mittelalter zurückverfolgen. Hinweise auf den Burggräflichen Tierpark sind jedoch nur noch in Form von Ortsnamen zu finden: Das Tiergärtnertor und der angeschlossene Tiergärtnertorplatz. Der Wildpark erstreckte sich bis zu den Johannisfeldern in St. Johannis und zum Rohleder’schen Garten (heute im Gelände des Klinikum Nord). Über die Nutzung lassen sich nur Vermutungen anstellen.

### Alter Tiergarten am Dutzendteich 1912 bis 1939

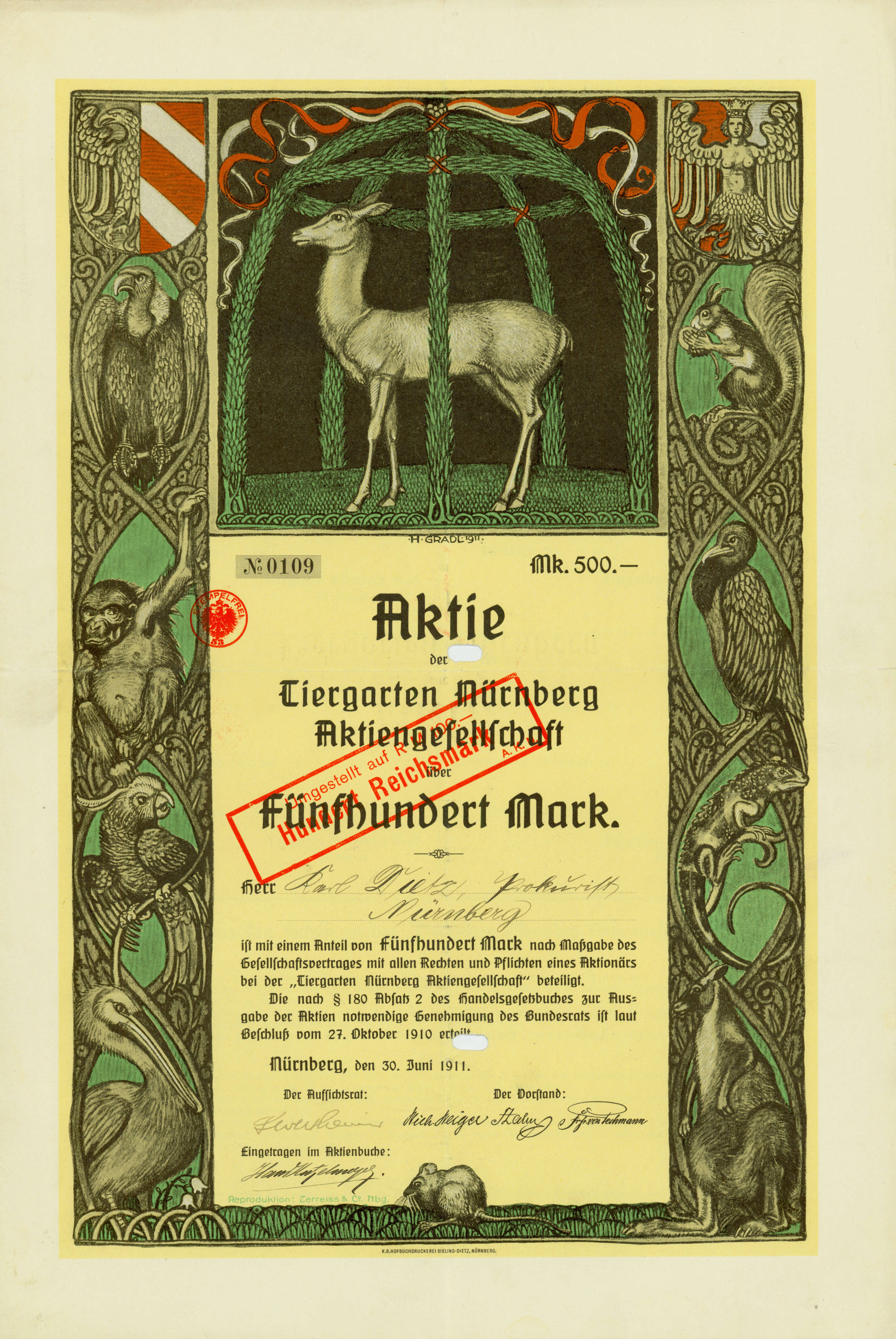
Gründeraktie der Tiergarten Nürnberg AG vom 30. Juni 1911

Der Tiergarten Nürnberg wurde am 11. Mai 1912 auf dem Gelände der Bayerischen Landesausstellung von 1906 am Luitpoldhain (Koordinaten: ⊙) eröffnet. Der Tiergarten war nach dem Vorbild von Hagenbecks Tierpark in Hamburg mit künstlich modellierten Landschaften gestaltet. Er erfuhr großen Publikumszuspruch (über 800.000 Besucher 1913) und überstand im Gegensatz zu anderen Zoos den Ersten Weltkrieg, die Hochinflation und die Weltwirtschaftskrise ohne Schließung.

### Tiergarten am Schmausenbuck seit 1939
Nach der Machtübernahme durch die NSDAP kündigte sich schon 1934 das Ende des ursprünglichen Tiergartens an, da das Areal den Ausbauplänen des Reichsparteitagsgeländes am Dutzendteich im Wege stand, im Februar 1939 wurde schließlich der alte Tiergarten geschlossen. Im Mai 1939 konnte der neue Tiergarten nach zweijähriger Bauzeit auf einer bewaldeten Felslandschaft am Schmausenbuck als Landschaftszoo eröffnet werden. Im Zweiten Weltkrieg wurden durch Luftangriffe fast alle Gebäude und Gehege zerstört. Der Wiederaufbau, ab 1950 unter Leitung des Direktors Alfred Seitz, war Ende der 1950er Jahre abgeschlossen. Seitdem entstanden und entstehen auf dem großen Gelände immer wieder neue Anlagen. Im April 1998 kam es durch einen Kurzschluss im Terrarium zu einem Brand, bei dem vier Baumpythons und vier Warane starben.
Mit 65 ha gehört der Tiergarten der Stadt Nürnberg zu den größten zoologischen Gärten Europas, er ist der zweitgrößte Deutschlands. Er ist charakterisiert durch großzügige Wald- und Wiesenlandschaften mit Weihern und ehemaligen Steinbrüchen, die zu weitläufigen naturnahen Gehegen umgestaltet wurden. Mit meist über einer Million Besucher pro Jahr (1.135.515 im Jahr 2017) wird er von der Bevölkerung gut angenommen; das Einzugsgebiet geht weit über die Stadtgrenzen hinaus. (Stand 2018: 1.186.352 Besucher)
Um die Jahrtausendwende wurden einige früher kritisierte Anlagen umgebaut wie beispielsweise die Gorillaanlage (seit 1997 neue Freianlage, 1300 m² groß) oder der 2004 eröffnete sogenannte Aquapark (Eisbären, Humboldt-Pinguine, Kalifornische Seelöwen). Hinzu kamen neue Anlagen wie das Großgehege der Schneeleoparden (2004), die Außenanlage für die Großen Tümmler und eine neue Tropenhalle (Lagune und Manatihaus, Eröffnung 2011).

## Direktoren
- 1912–1945: Karl Thäter
- 1945–1950: Karl Birkmann
- 1950–1970: Alfred Seitz
- 1970–1990: Manfred Kraus
- 1991–2004: Peter Mühling
- 2004: Helmut Mägdefrau (Kommissarischer Leiter)
- seit 2005: Dag Encke

## Artenschutz und Zuchtprogramme
Der Tiergarten beteiligt sich an mehr als 30 Europäischen Erhaltungszuchtprogrammen (EEPs) und an verschiedenen Wiederansiedlungsprojekten von Tieren in freier Natur, zum Beispiel von Uralkäuzen und Przewalski-Pferden (Urwildpferde). Die Zuchtprogramme für Schabrackentapire und Karibische Seekühe werden in Nürnberg koordiniert.
Der Tiergarten Nürnberg unterstützt Organisationen, die für den Schutz bedrohter Tierarten eintreten. Ein Beispiel ist Yaqu Pacha, eine Gesellschaft, die 1992 im Tiergarten Nürnberg mit dem Ziel gegründet wurde, die wasserlebenden Säugetiere Südamerikas zu schützen und ihre Lebensräume zu erhalten.

## Tierbestand
Im Tiergarten wurden Ende 2020 insgesamt 6.824 Individuen aus 310 verschiedenen Tierarten gehalten, darunter 232 Wirbeltierarten, mit 2.708 Individuen.

### Primaten
Im Affenhaus, das aus dem Jahre 1939 stammt, aber zwischenzeitlich mehrfach umgebaut wurde, werden Weißhandgibbons, Berberaffen und Westliche Flachlandgorillas (Gorilla gorilla gorilla) gehalten. Fritz war der älteste in einem europäischen Zoo gehaltene männliche Gorilla. Er starb im Alter von etwa 55 Jahren am 20. August 2018. Angeschlossen ist die 2000 m² große Gorilla-Freianlage. Im Giraffenhaus sind Bolivianische Totenkopfaffen untergebracht, die Zugang zu einer baumbestandenen kleinen Insel im Freien haben. Auf einem Affenfelsen im Eingangsbereich leben Guinea-Paviane.

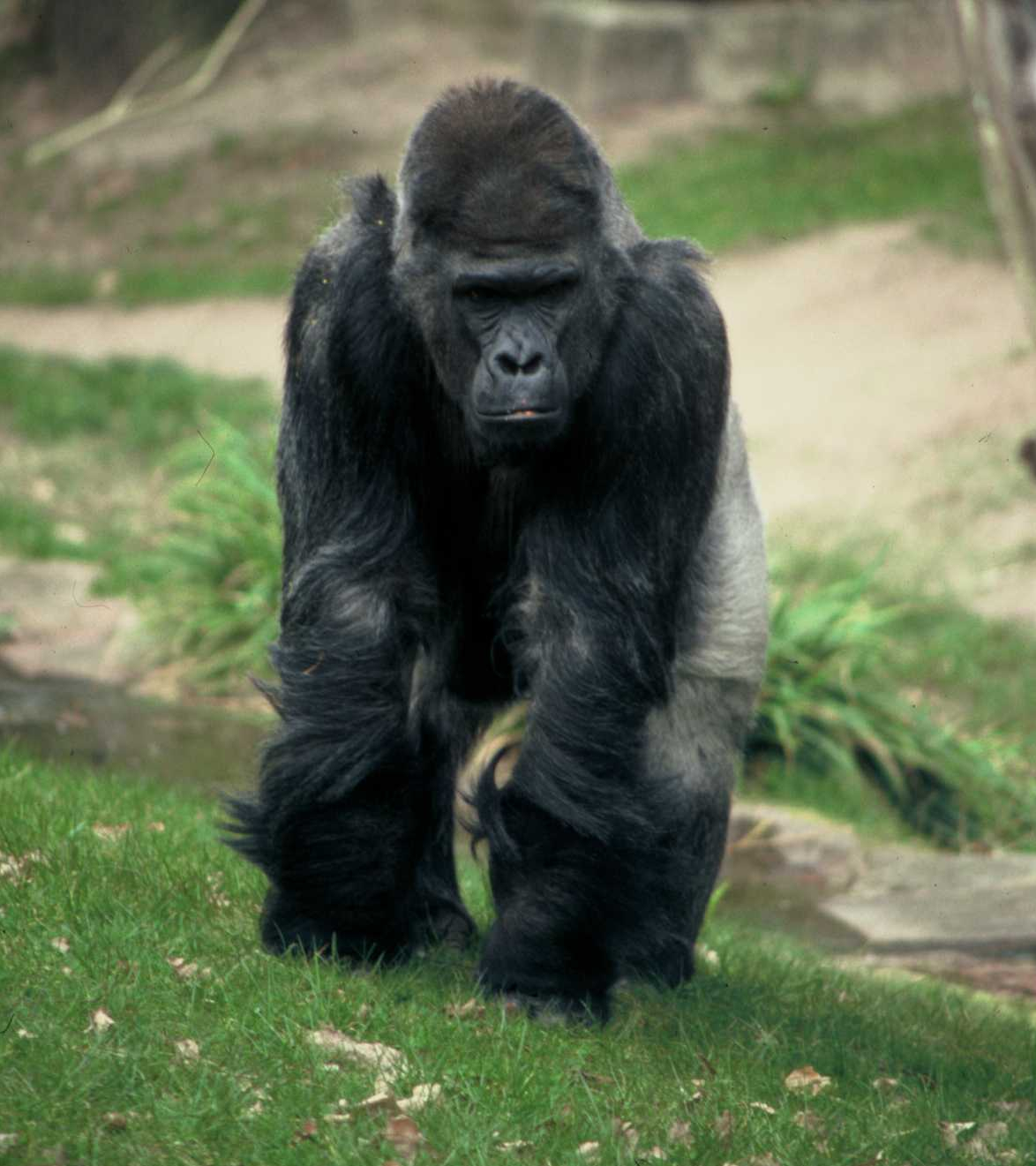
Gorilla Fritz (1963–2018) auf der Freianlage, 2002
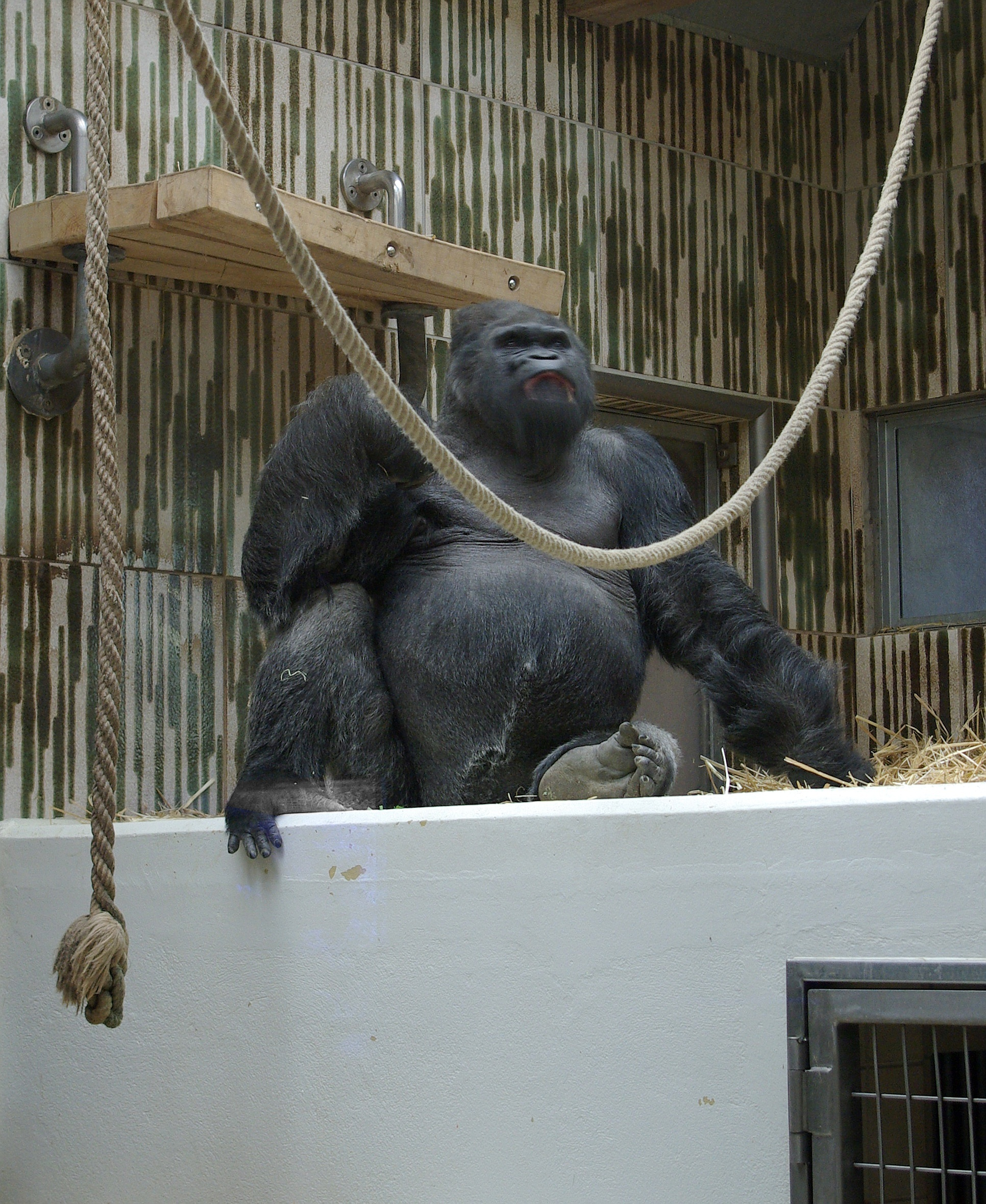
Gorilla Fritz (1963–2018) im Affenhaus, 2011
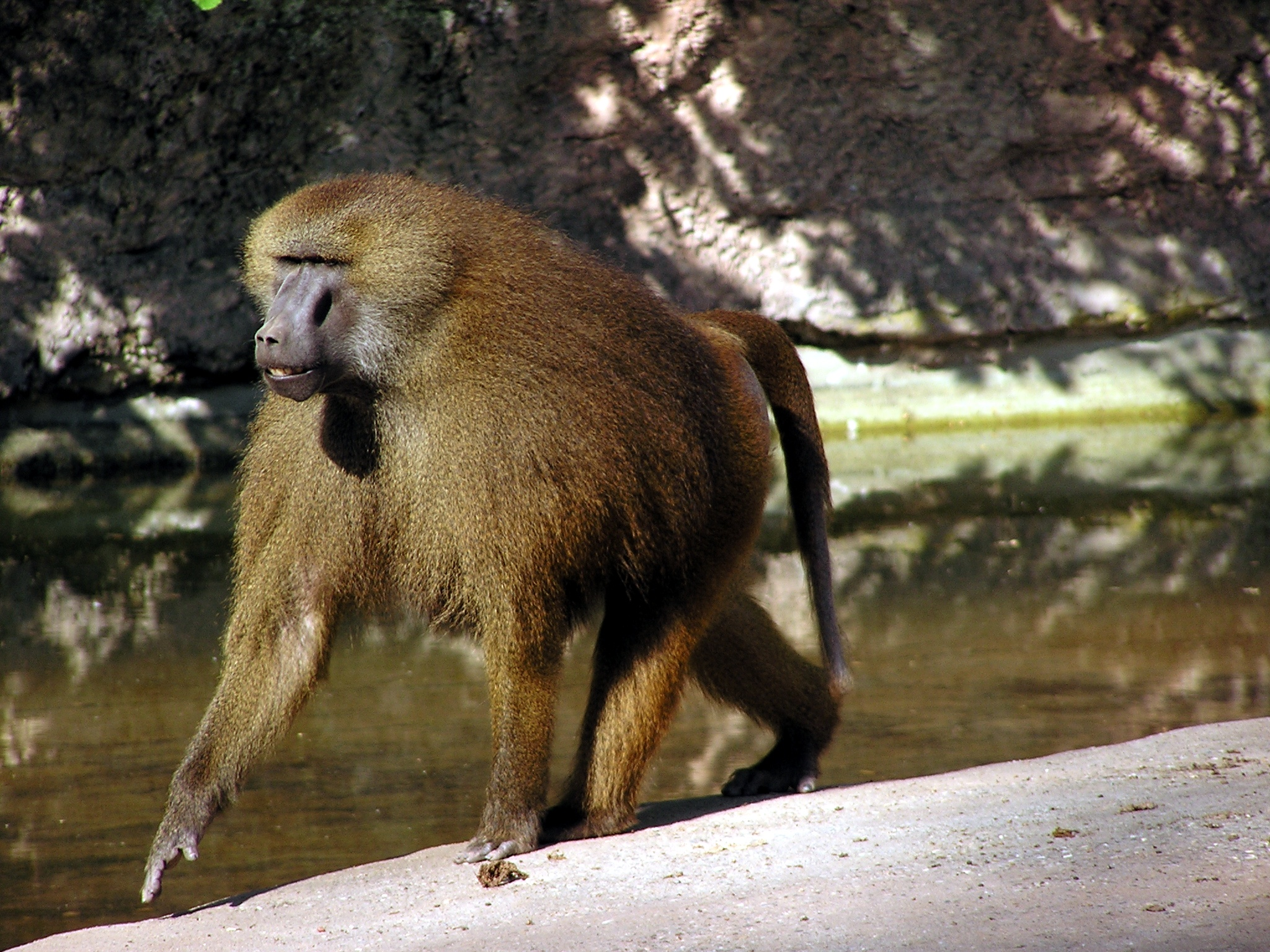
Guinea-Pavian, 2005
Weißkopfsakiweibchen, 2023

### Großsäugetiere
Im Elefantenhaus, das noch aus dem Jahr 1939 stammt, aber zwischenzeitlich umgebaut wurde, leben derzeit keine Elefanten, sondern Panzernashörner und Visayas-Pustelschweine. Nachdem die 1962 in Thailand geborene Indische Elefantenkuh Kiri am 7. August 2007 nach einem am Vortag erfolgten Sturz nicht wieder aufzurichten war und eingeschläfert werden musste, war die Afrikanische Elefantenkuh Yvonne, die im selben Gehege wie Kiri dieser den sturzverursachenden Stoß versetzt hatte, allein zurückgeblieben. Sie zog im Juli 2008 aufgrund ihres Alters in den Zoo Rostock um, da der Aufstieg in ihr Gehege im Tiergarten zu beschwerlich geworden war und sie in Rostock mit Sara eine neue Gefährtin hatte. Am 23. April 2009 wurde sie dort eingeschläfert, da sie nicht mehr alleine aufstehen konnte.
Eine Zeit lang war im ehemaligen Elefantenfreigehege alleine der männliche Kulan Marco einquartiert, der die mit ihm und seinen Artgenossen vergesellschafteten, teils noch sehr jungen Trampeltier-Stuten wiederholt angegriffen hatte.
Inzwischen wurde das Gehege umgestaltet und steht nun den Nashörnern zusätzlich zur Verfügung. Ob der Tiergarten wieder mit der Elefantenhaltung beginnen will, steht zum jetzigen Zeitpunkt noch nicht fest.

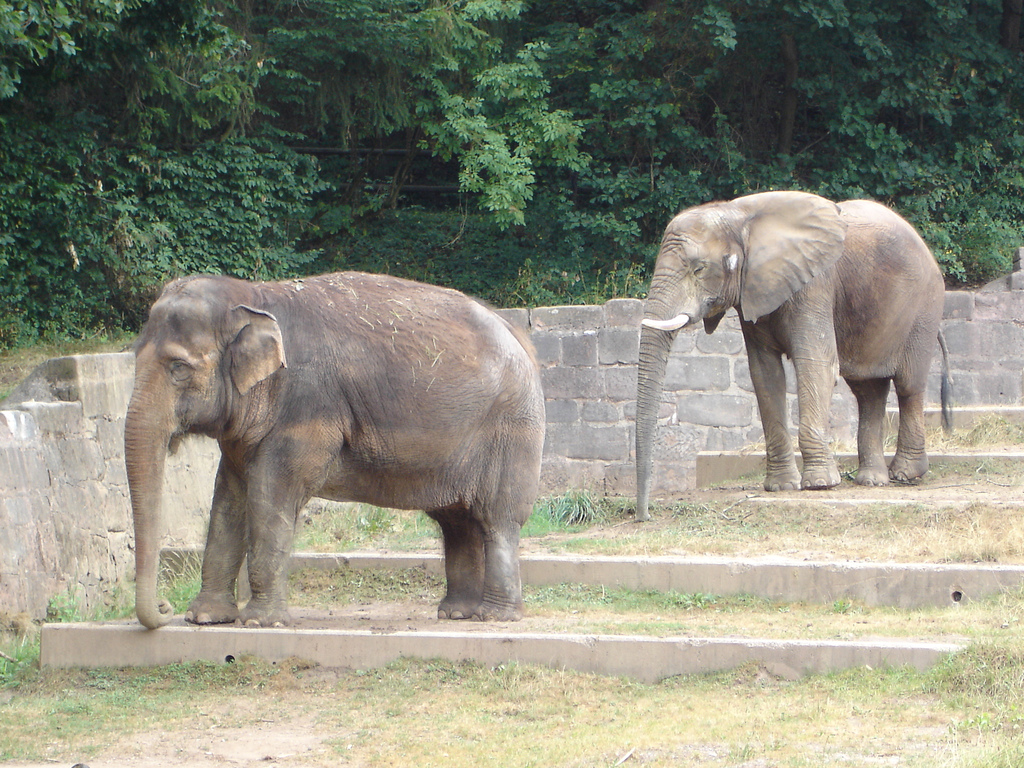
Die inzwischen verstorbenen und bislang letzten Elefantenkühe im Tiergarten Kiri (links) und Yvonne (rechts), 2006
Panzernashorn, 2023

### Raubtiere
Im Raubtierhaus, das in die Sandsteinfelsen hineingebaut ist und durch einen Tunnel betreten wird, werden Amurtiger und Asiatische Löwen gehalten. Beide Arten besitzen Freigehege, die durch Wassergräben von den Besuchern getrennt sind.
Mit Kleinen Pandas, Geparden, Buntmardern und Mähnenwölfen werden weitere, teilweise seltene Raubtierarten gehalten. Im ehemaligen Gehege der  Iberischen Wölfe werden nun Eurasische Luchse gezeigt. Nach dem Auslaufen der Brillenbärenhaltung wurde deren Gehege umgebaut und im Frühjahr 2015 mit Fischkatzen besetzt.
Im Aquapark sind neben Humboldt-Pinguinen Wasser bewohnende Raubtiere wie Fischotter, Kalifornische Seelöwen, Seehunde und Eisbären untergebracht. Im Naturkundehaus befindet sich eine naturnah gestaltete Anlage für Zwergmangusten. Seit 2013 leben in Nürnberg auch Erdmännchen. Sie bewohnen zusammen mit Fuchsmangusten eine im Juli eröffnete Anlage in Nachbarschaft zu den Giraffen.

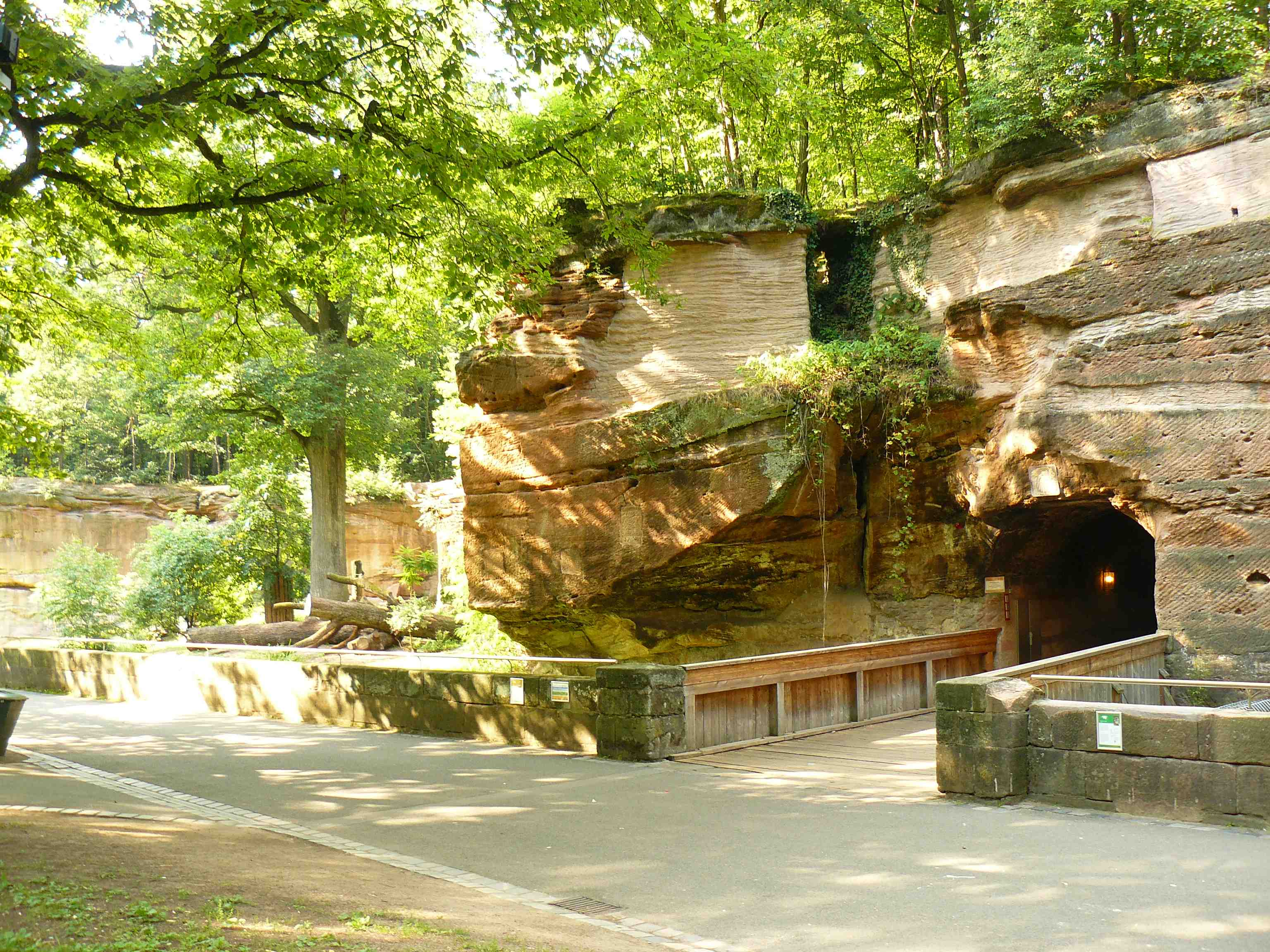
Der Eingang des Raubtierhauses, der einen Tunnel durch den Sandstein bildet; links im Hintergrund die Löwenfreianlage, 2010
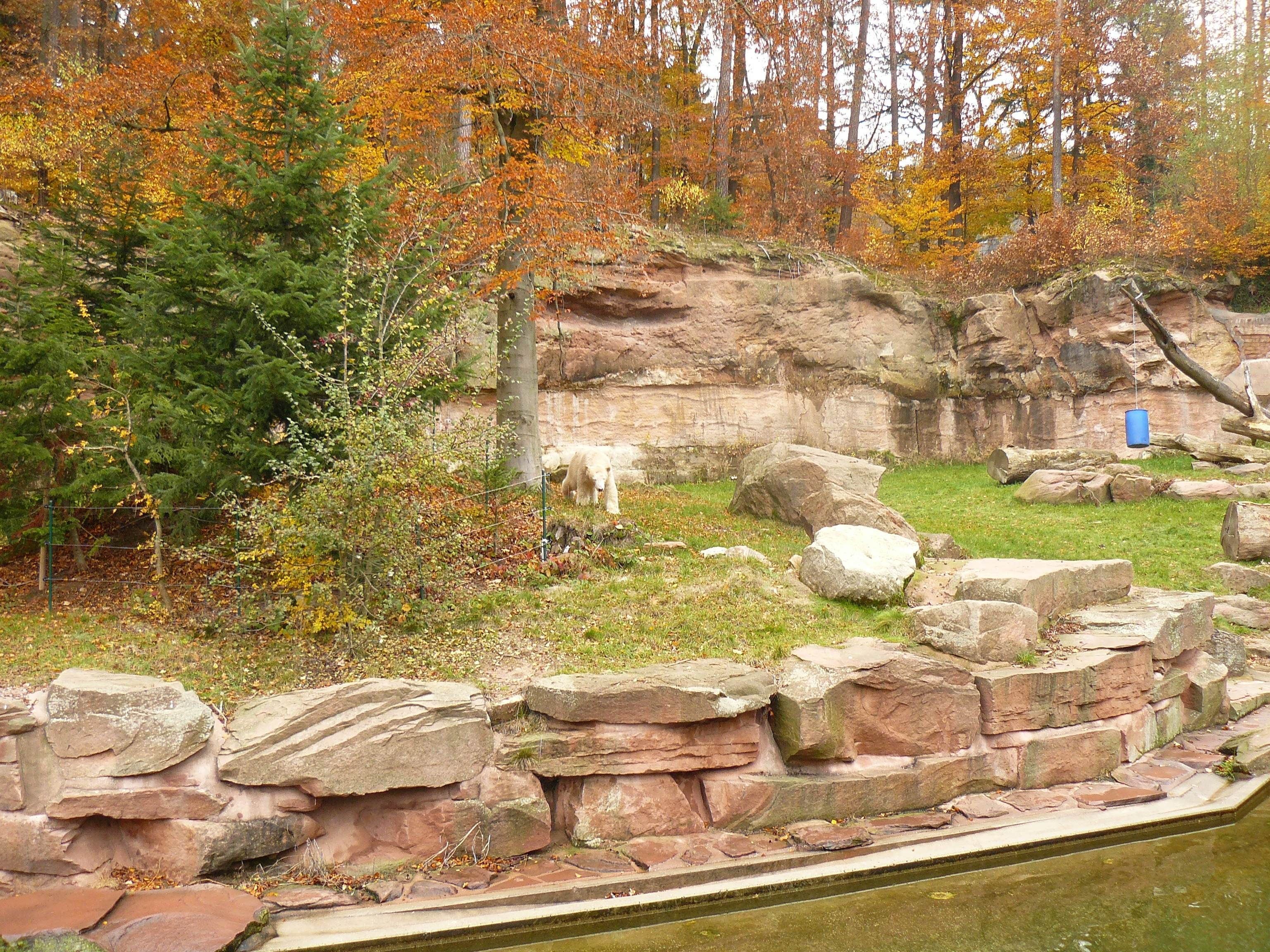
Eisbärenanlage, 2009
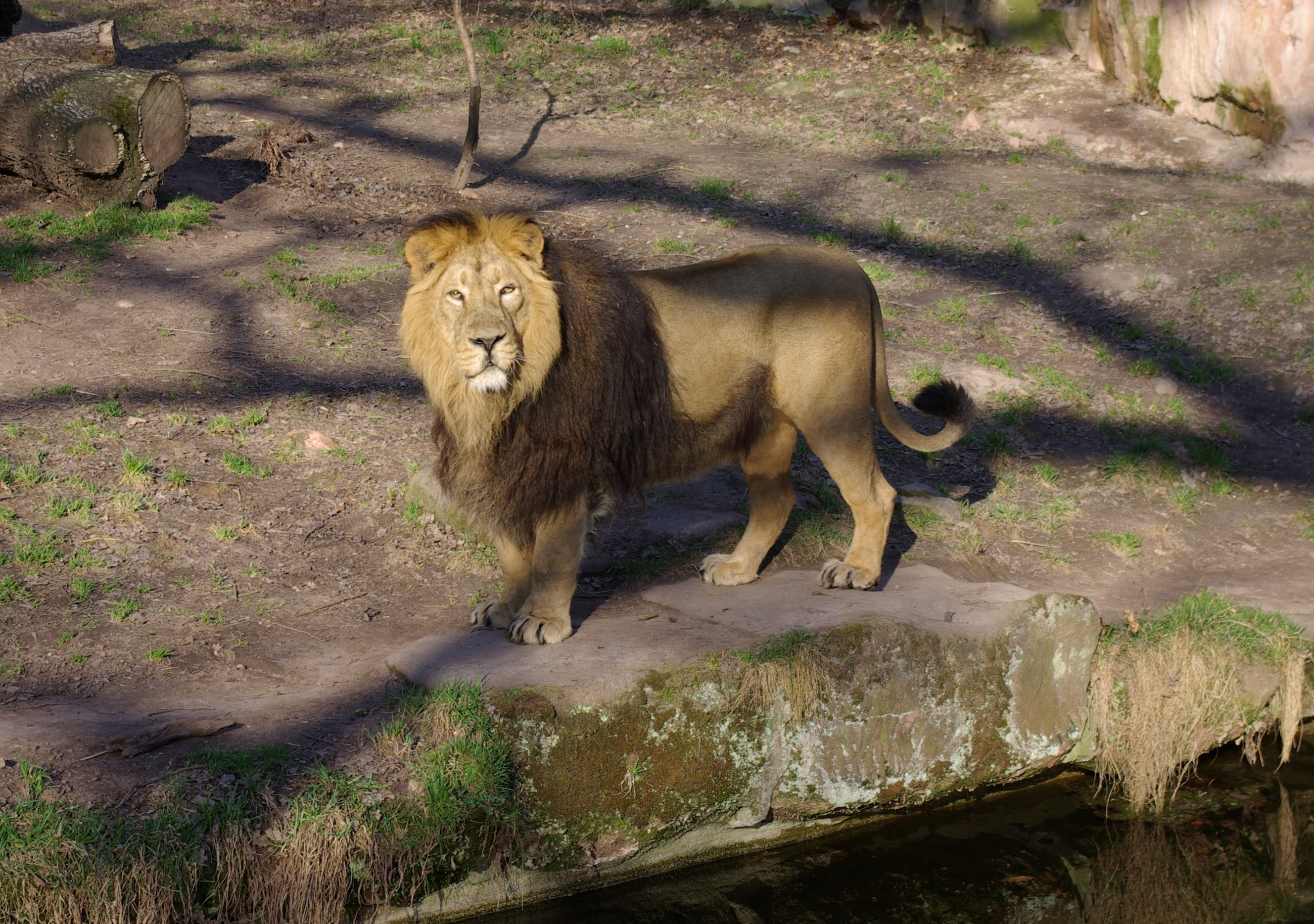
Asiatischer Löwe, 2011
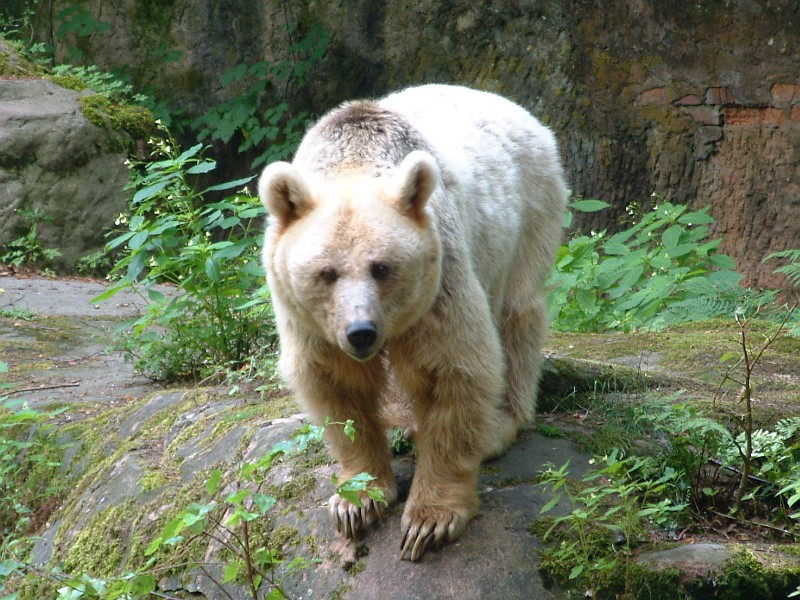
Syrischer Braunbär, 2006
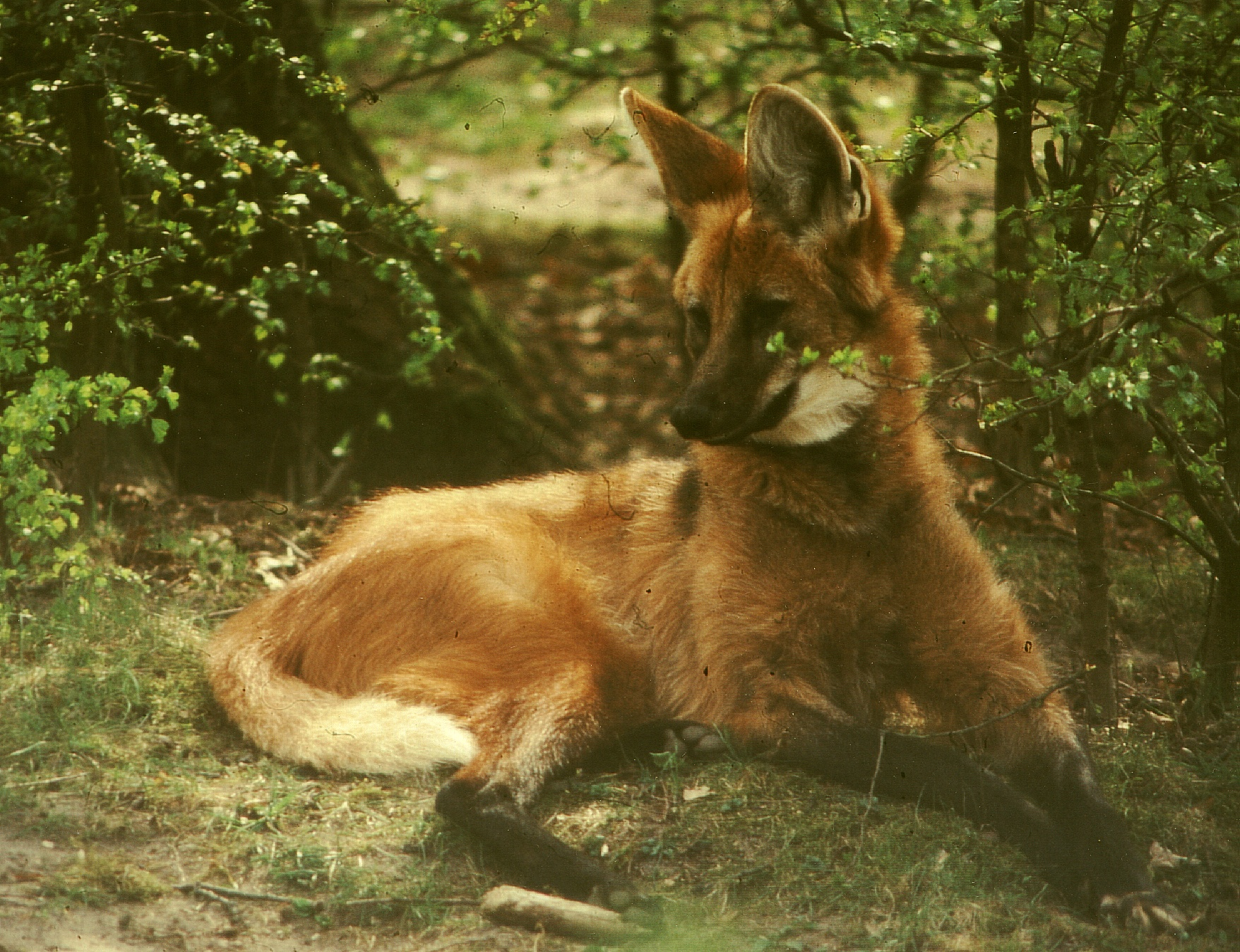
Mähnenwolf
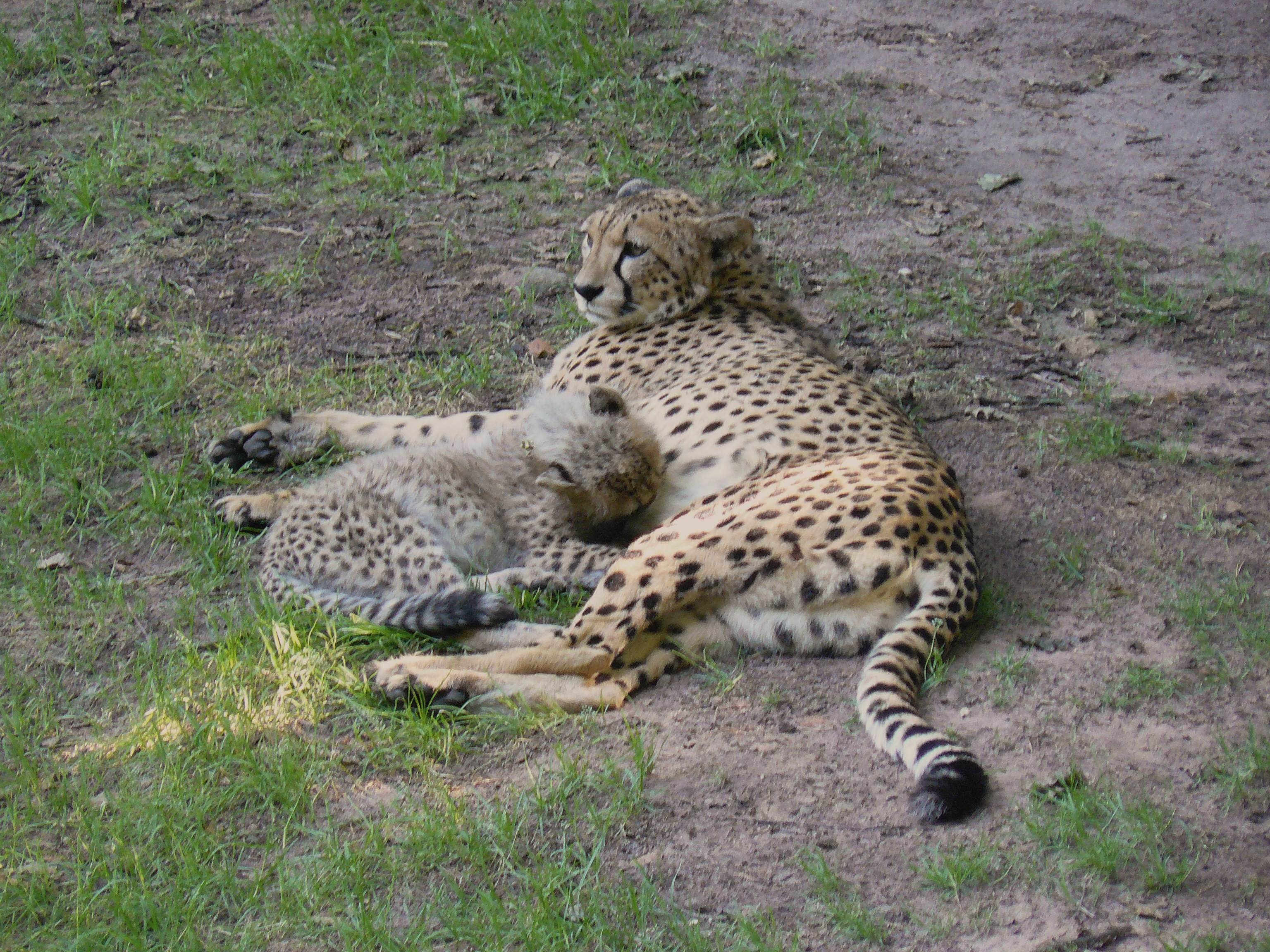
Gepardin mit Jungtier, 2010
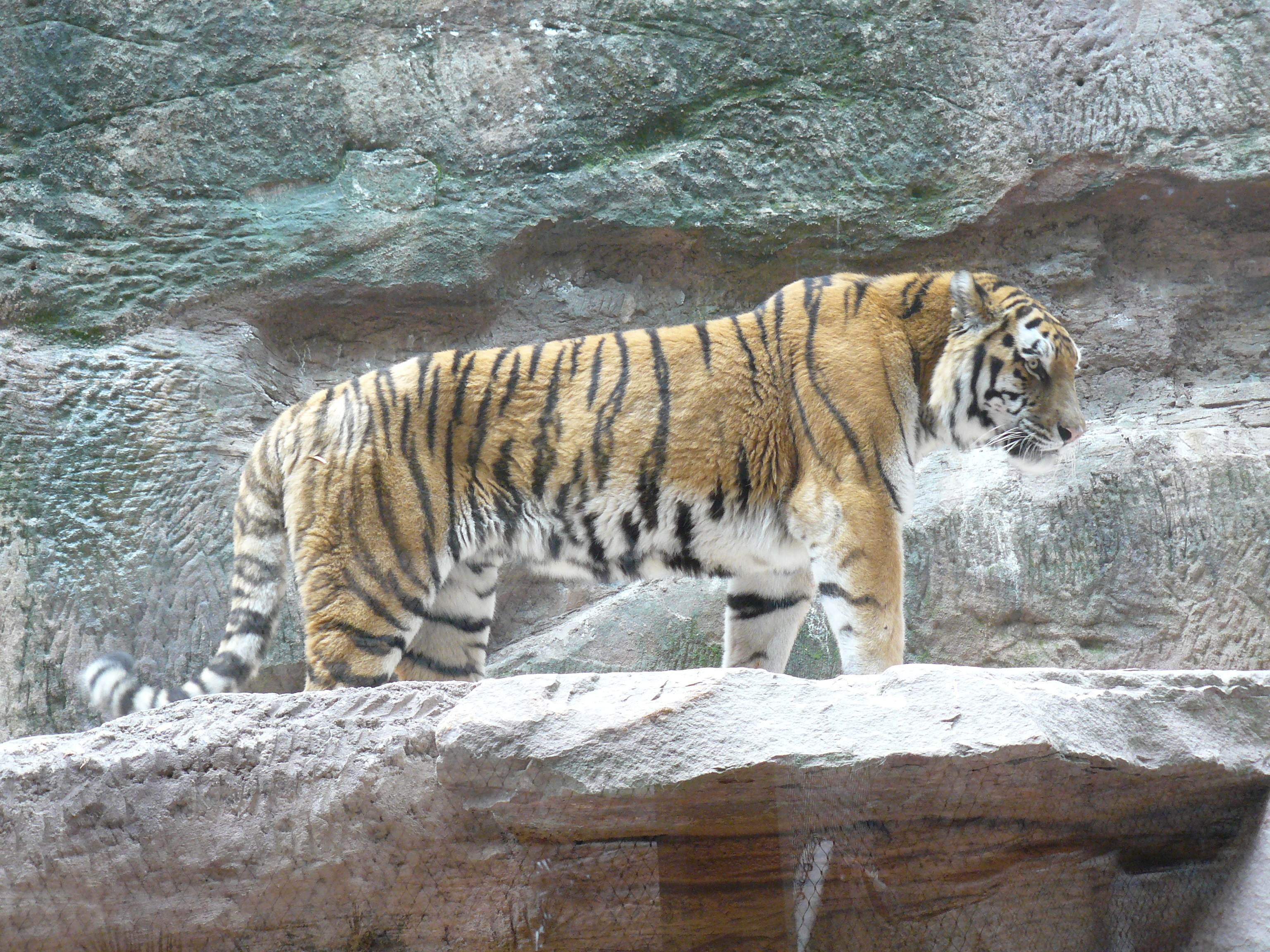
Männlicher Amurtiger im Raubtierhaus, 2009

### Huftiere
Kennzeichnend für den Landschaftszoo sind vor allem weitläufige Huftieranlagen, in denen neben Giraffen, Guanakos, Dybowskihirschen, Prinz-Alfred-Hirschen, Sibirischen Moschustieren, Visayas-Pustelschweinen, Chaco-Pekaris und Waldrentieren vor allem zahlreiche Hornträger zu sehen sind: Präriebisons, Wisente, Kaffernbüffel, Wasserbüffel, Elenantilopen, Mendesantilopen, Nilgauantilopen, Hirschziegenantilopen, Alpensteinböcke, Mähnenschafe, Mishmi-Takine und Gelbrückenducker. Ein Schwerpunkt des Zoos sind die Einhufer, die gleich in fünf Wildformen, Somali-Wildesel, Grevyzebra, Böhm-Zebra, Przewalski-Pferd und Kulan gehalten werden.
Im Tropenhaus sind tropische waldbewohnende Huftiere wie Schabrackentapire und Hirscheber untergebracht.
Darüber hinaus werden verschiedene Haustiere, wie Schottische Hochlandrinder, Zwergzebus, Trampeltiere, Alpakas, Poitou-Esel, Rotkopfschafe, Kamerunschafe und Zwergziegen gehalten, die vor allem im Kinderzoo zu sehen sind und teilweise gefüttert werden dürfen.

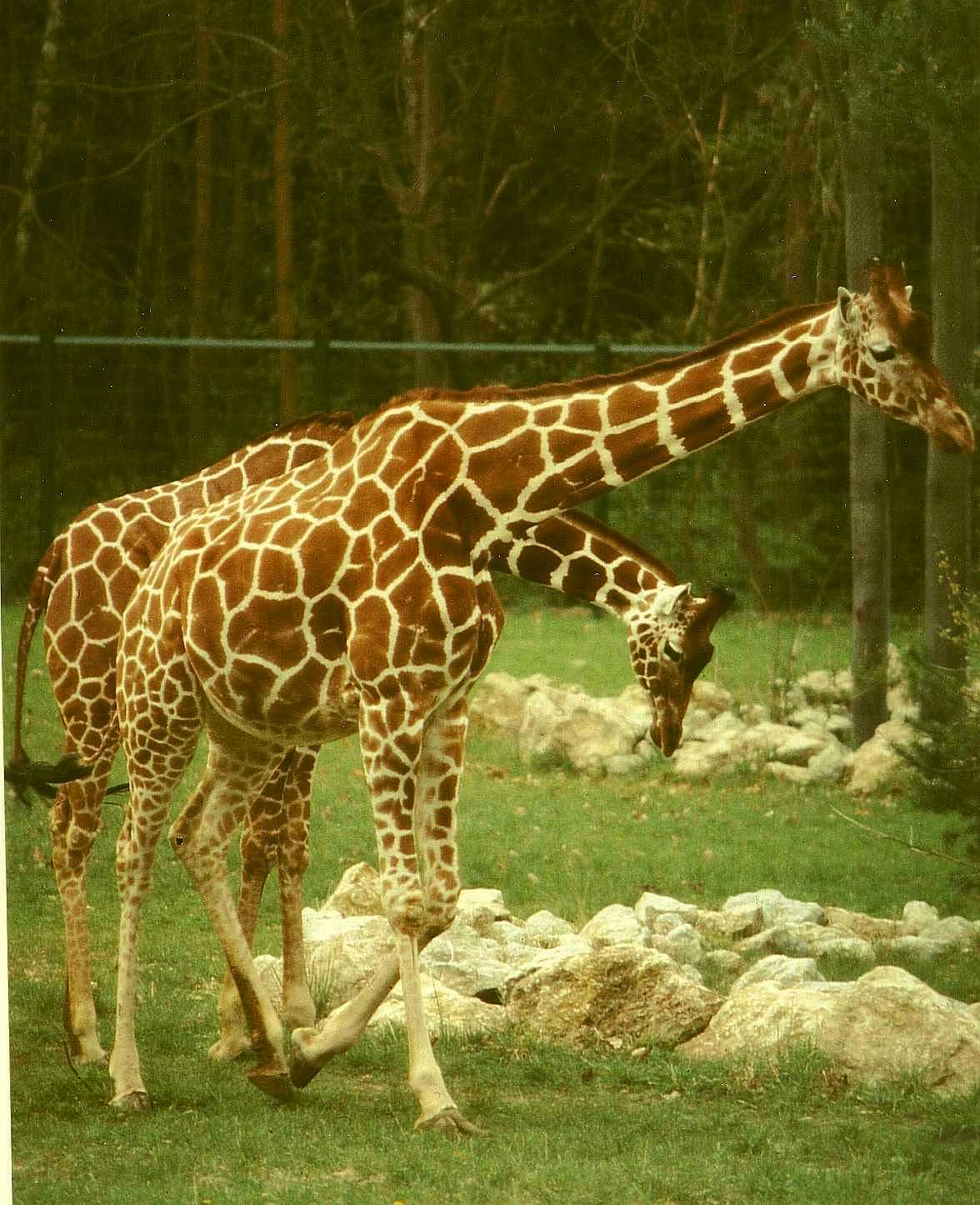
Netzgiraffen
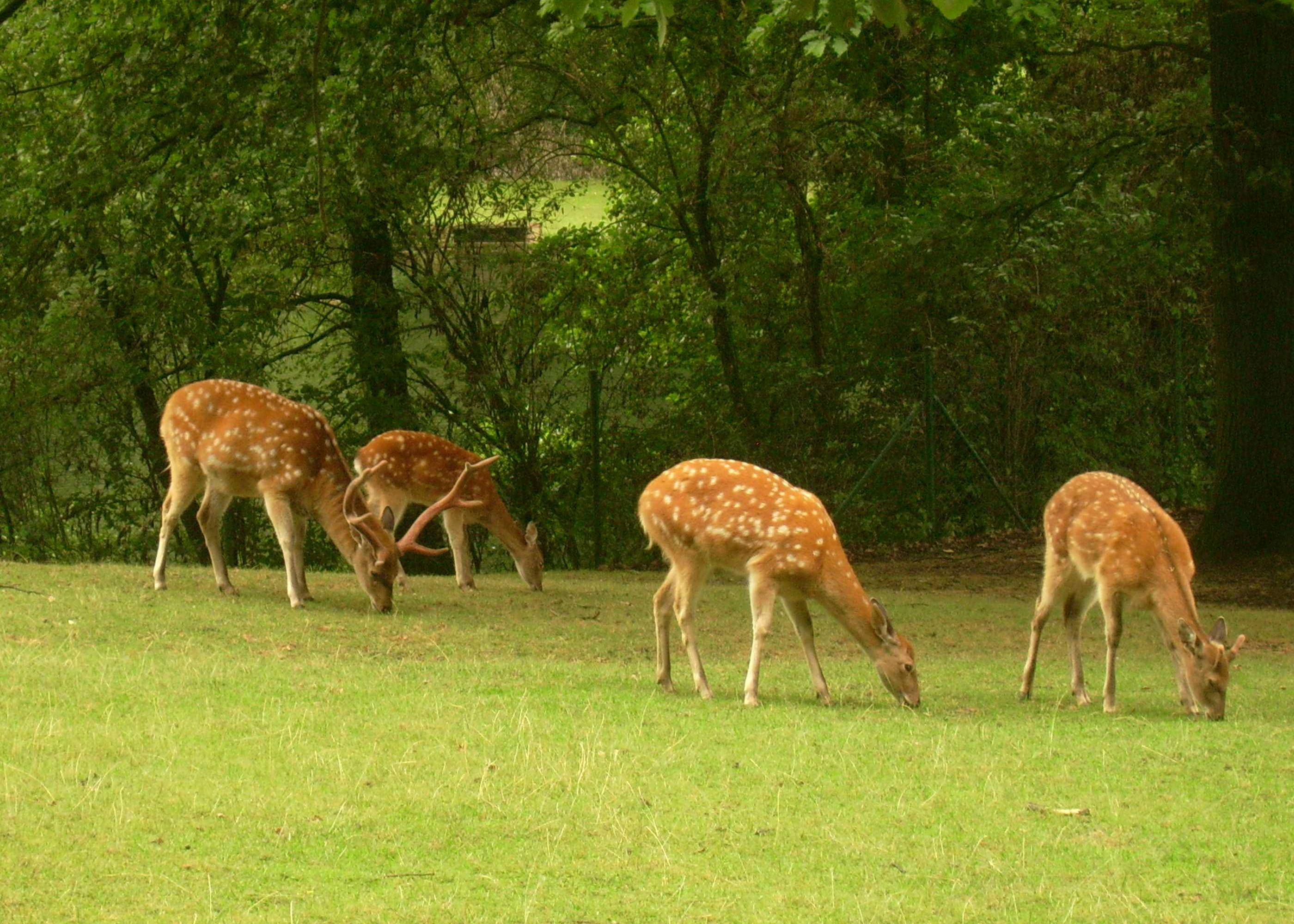
Dybowskihirsche auf einer der weitläufigen Huftieranlagen
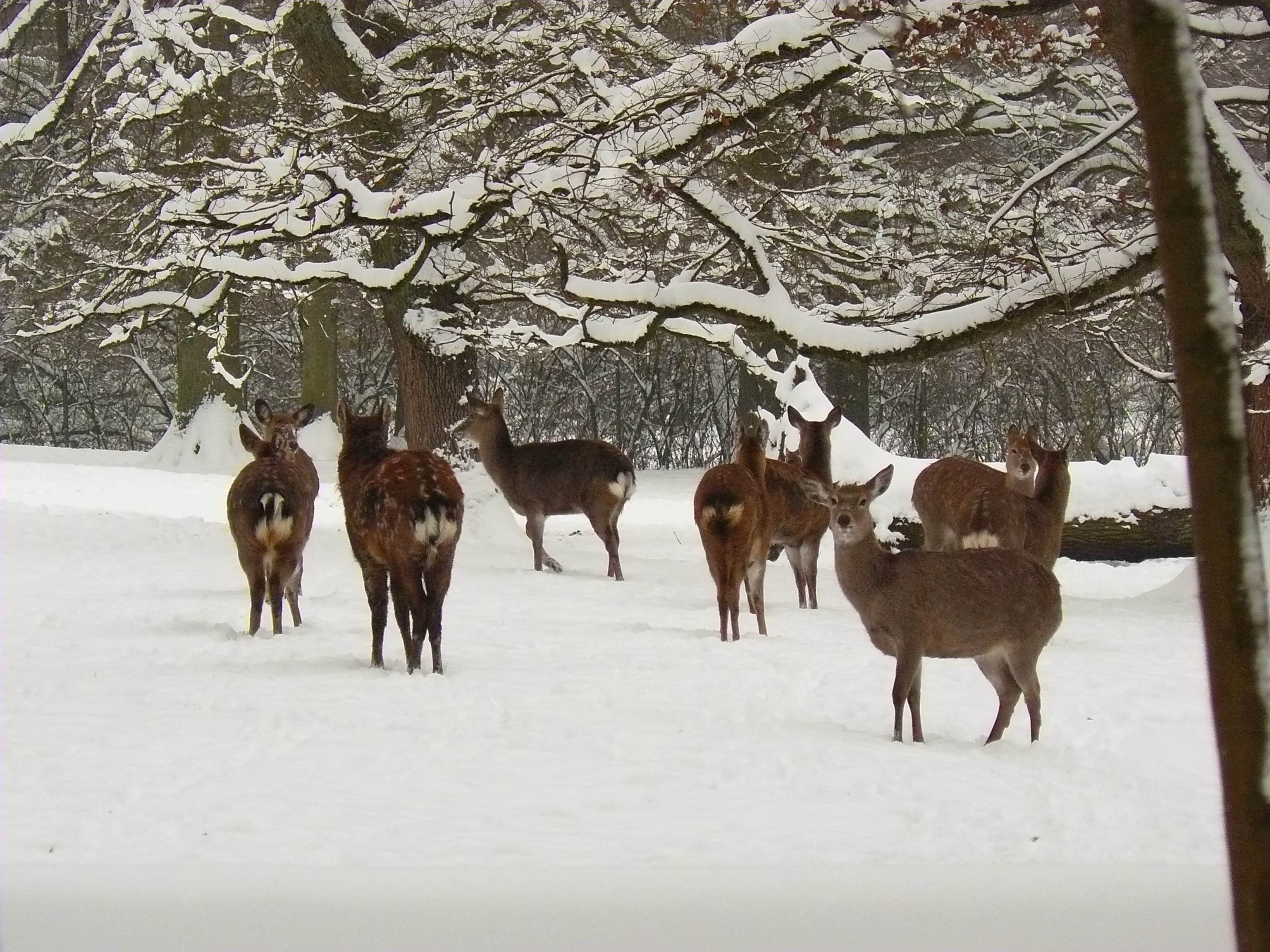
Dybowskihirsche Anfang Dezember 2010
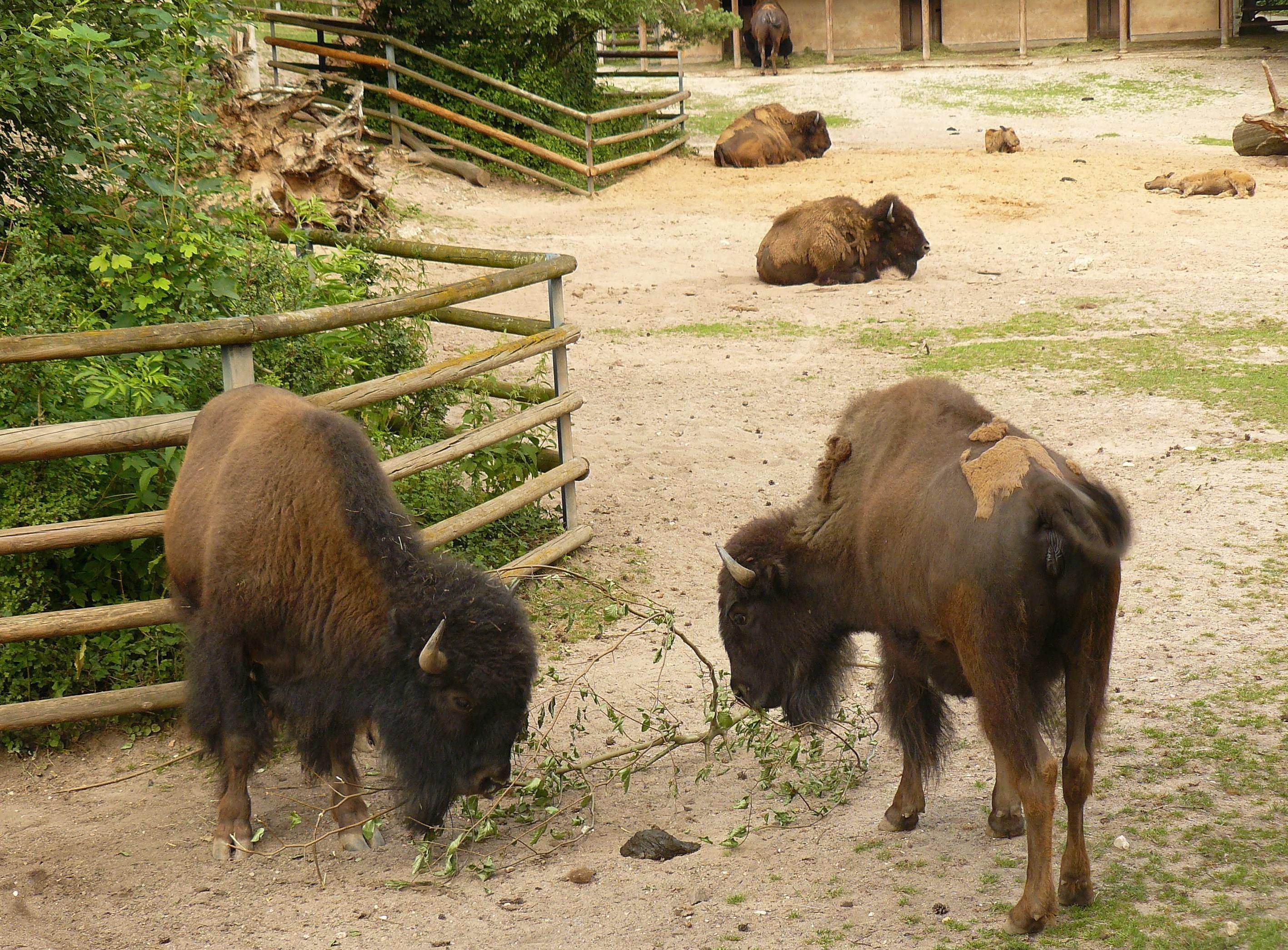
Präriebisons, 2009
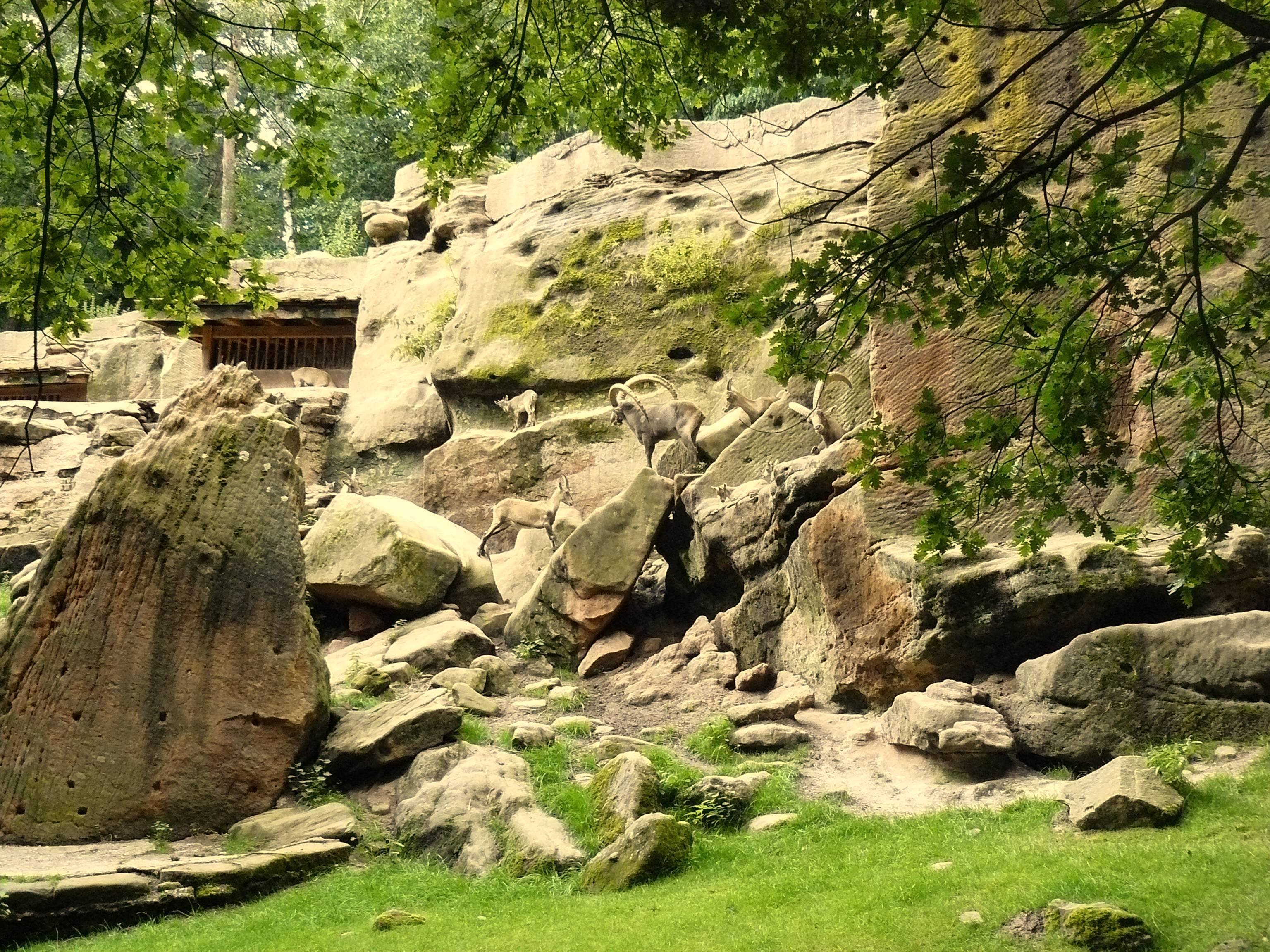
Steinbockanlage, 2009
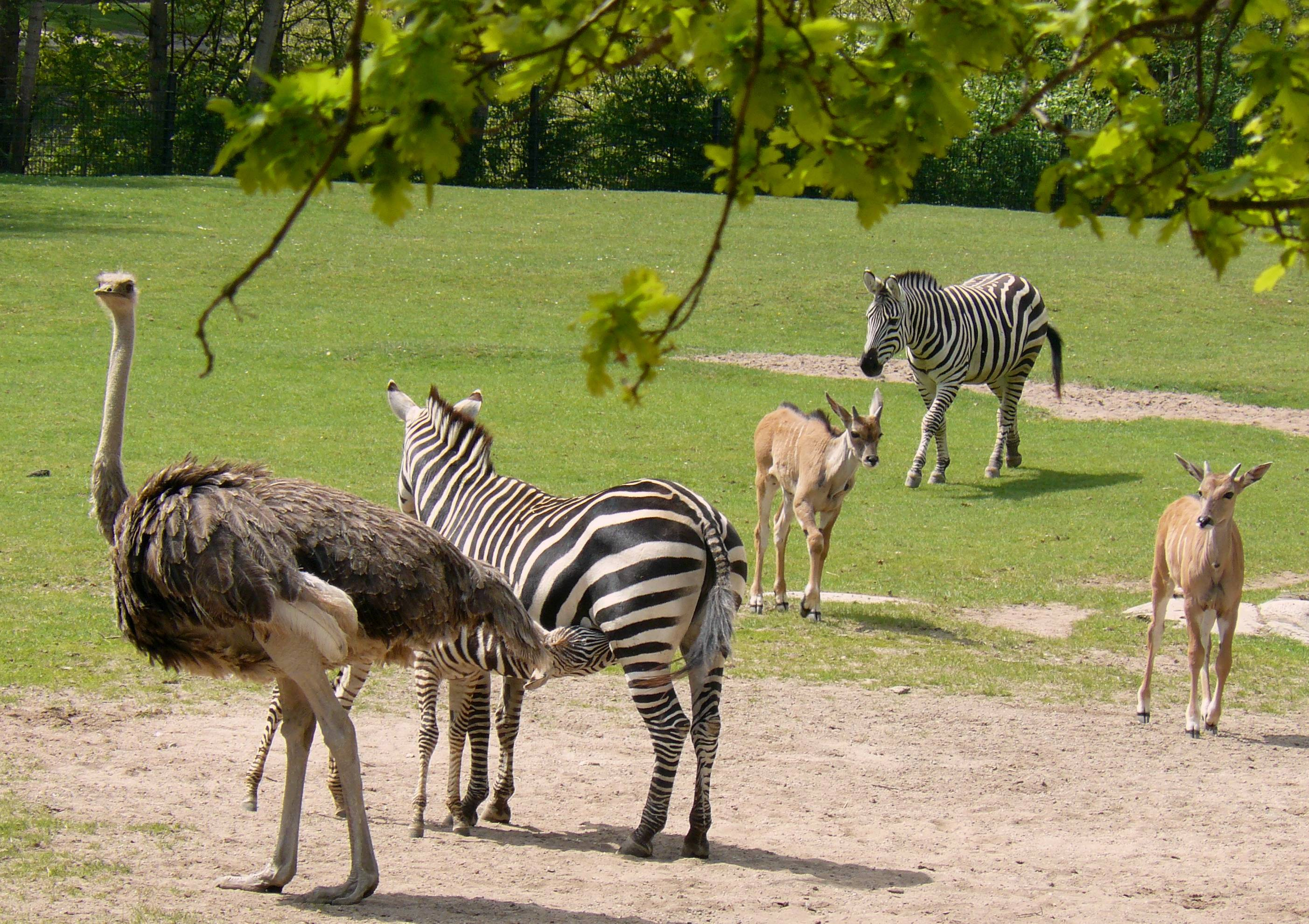
Afrika-Anlage, 2009
Mendesantilopen, 2023

### Nager
Die Nagetiere sind durch Alpenmurmeltiere, Degus, Riesen-Kaninchen und Europäische Ziesel vertreten. Eine Gruppe Schwarzschwanz-Präriehunde lebte am alten Flusspferdhaus, ist jedoch nach dem Winter 2014/2015 verschollen.

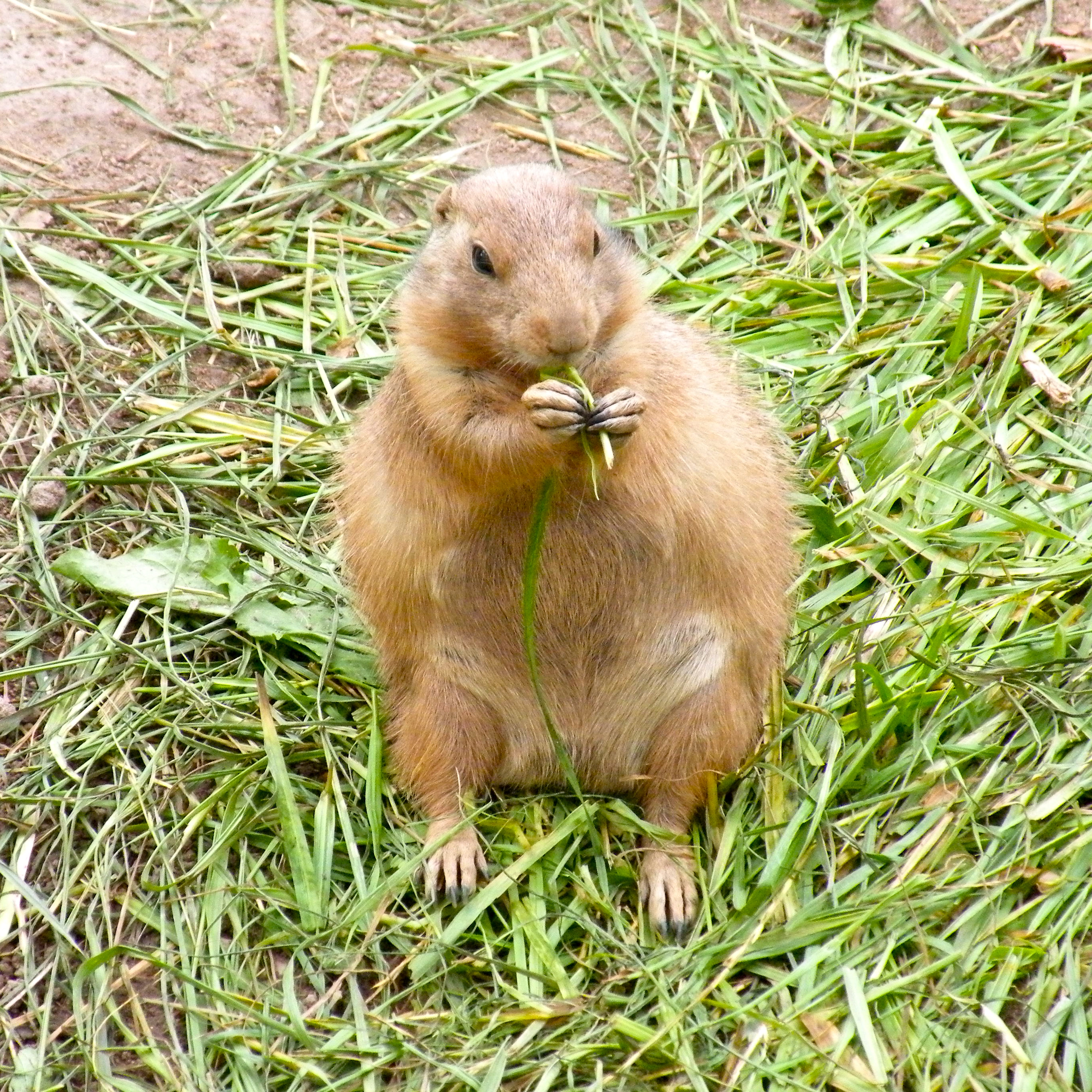
Präriehund, 2009

### Beuteltiere
Die Beuteltiere werden durch die Östlichen Grauen Riesenkängurus repräsentiert. Sie sind zusammen mit Emus in einer Gemeinschaftsanlage untergebracht.

### Delphine und Seekühe
Der Nürnberger Tiergarten eröffnete am 13. August 1971 ein Delphinarium, das einzige in Deutschland neben dem im Zoo Duisburg. Neben Vorführungen für die Tiergartenbesucher spielen Zucht, Forschung und seit jüngerer Zeit auch die Delphintherapie mit behinderten Kindern als Projekt der Universität Würzburg eine wichtige Rolle. Die Anlage besteht seit einer Erweiterung aus zwei Teilen; neben dem Delphinarium I, das unter anderem den Vorführungen dient, gibt es im Betriebshof noch ein Delphinarium II als Forschungs- und Aufzuchtstation. Dieser Bereich ist für die Öffentlichkeit nicht zugänglich.
Es werden Große Tümmler und Kalifornische Seelöwen gehalten.
Im Juli 2011 wurde eine große Freianlage mit submariner Landschaft nach Art einer Lagune fertiggestellt; das Projekt wurde unter der Bezeichnung Lagune 2000 bekannt und trägt seit Ende 2004 den Titel Delphinlagune. Das Vorhaben sah sich von Beginn an einer starken Kritik einzelner Tierschutzorganisationen ausgesetzt, die die Haltung von Delphinen in zoologischen Gärten grundsätzlich ablehnen.
In der Delphinlagune traten mehrere Baumängel zutage. Insbesondere gefährdet aus den Becken austretendes Salzwasser den umliegenden Boden. Vorübergehend wurde zur Eindämmung des Schadens der Wasserspiegel abgesenkt, langfristig soll die Anlage saniert werden. Die Maßnahmen waren zunächst für den Zeitraum von 2015 bis etwa 2018 geplant; als Ausweichquartier für die Delphine wurde das ehemalige Delphinarium II wieder in Betrieb genommen. Die tatsächliche Sanierung zieht sich mittlerweile bis in den Winter 2022/23 hin.
Für die Karibischen Seekühe entstand 2011, anschließend an die Delphinlagune, das große Manati-Haus mit tropischem Klima. Es wurde am 25. Mai 2017 nach dreiwöchigen Umbau- und Renovierungsarbeiten wieder eröffnet. Insgesamt ist das Manati-Haus 700 m² groß (22,5 m Breite; 32,5 m Länge), davon sind ca. 350 m² Wasseroberfläche. Das Manati-Becken hat ein Süßwasservolumen von 700.000 Liter, bei einer Wassertemperatur von 26–28 °C. Die Lufttemperatur ist 24–32 °C, während die Luftfeuchtigkeit ca. 70 % beträgt. Dies sorgt für das tropenähnliche Klima im Manati-Haus.
In der begehbaren Anlage leben auch Weißkopfsakis, verschiedene südamerikanische Schmetterlings- und Vogelarten, Schildkröten, Blütenfledermäuse und Pfeilgiftfrösche. Darüber hinaus beherbergt das Manati-Haus eine Kolonie Blattschneiderameisen. Insgesamt leben ca. 45 verschiedene Tierarten in dem Gebäude, zudem sind noch über 50 Pflanzen- und Baumarten dort beherbergt.

### Kritik an der Delphinhaltung
Der Tiergarten Nürnberg hält derzeit sieben Delphinweibchen (Stand 2024). Zwei von ihnen sind Wildfänge, die 1985 und 1990 in Amerika gefangen wurden.
Der Zoo sieht sich seit vielen Jahren der Kritik von Tierrechtsorganisationen ausgesetzt. Während zahlreiche deutsche Zoos und Freizeitparks die Delphinhaltung beendet haben, halten die Tierparks Duisburg und Nürnberg an der Delphinhaltung fest. Recherchen zeigen, dass die Meeressäuger in Nürnberg teilweise mit dem Psychopharmakon Diazepam behandelt werden, jedoch dienen diese Medikationen laut dem Tiergarten ausschließlich zu Transport- oder Schmerzlinderungszwecken sowie, in geringen Dosen, als Appetitanreger; eine Dauerbehandlung, um die Delphine „ruhig zu stellen“, sei nicht nötig.
Kritisiert werden auch die täglichen Shows in der Delphinlagune, bei der die Tiere zirkusähnliche Tricks vorführen und bei Musik Sprünge präsentieren. Diese basieren jedoch auf natürlichen Bewegungen und dienen den Tieren als Beschäftigung und Bewegungsmöglichkeit.
Die Initiative Aktionsgruppe Tierrechte Bayern führt seit November 2019 eine Kampagne gegen den Tiergarten Nürnberg. Mit einer Petition an den Oberbürgermeister, das Bundesministerium für Landwirtschaft und Ernährung sowie den Zoodirektor fordern sie, die Delphinhaltung auf lange Sicht zu beenden und die Zucht einzustellen.

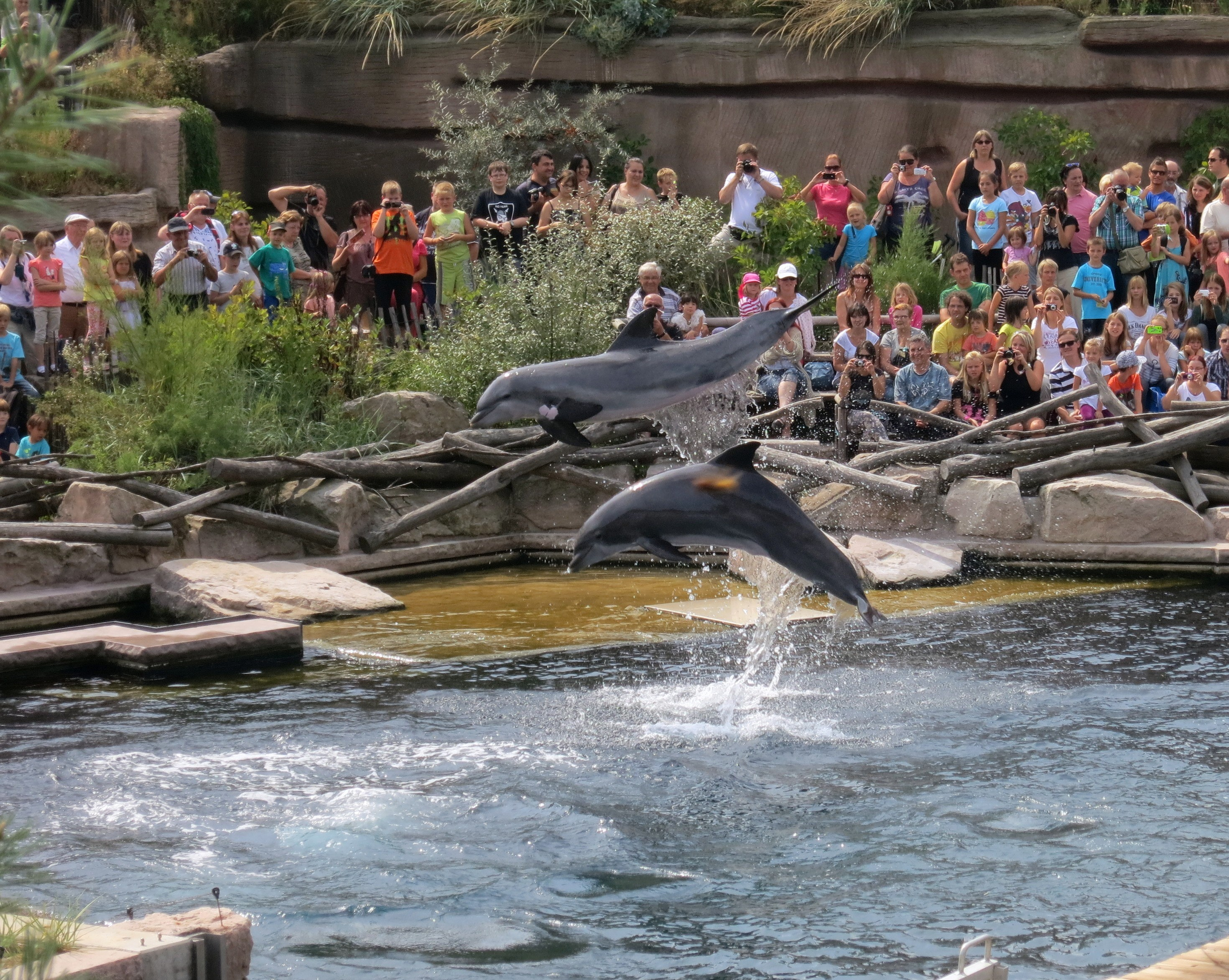
Show in der Delphinlagune, 2013
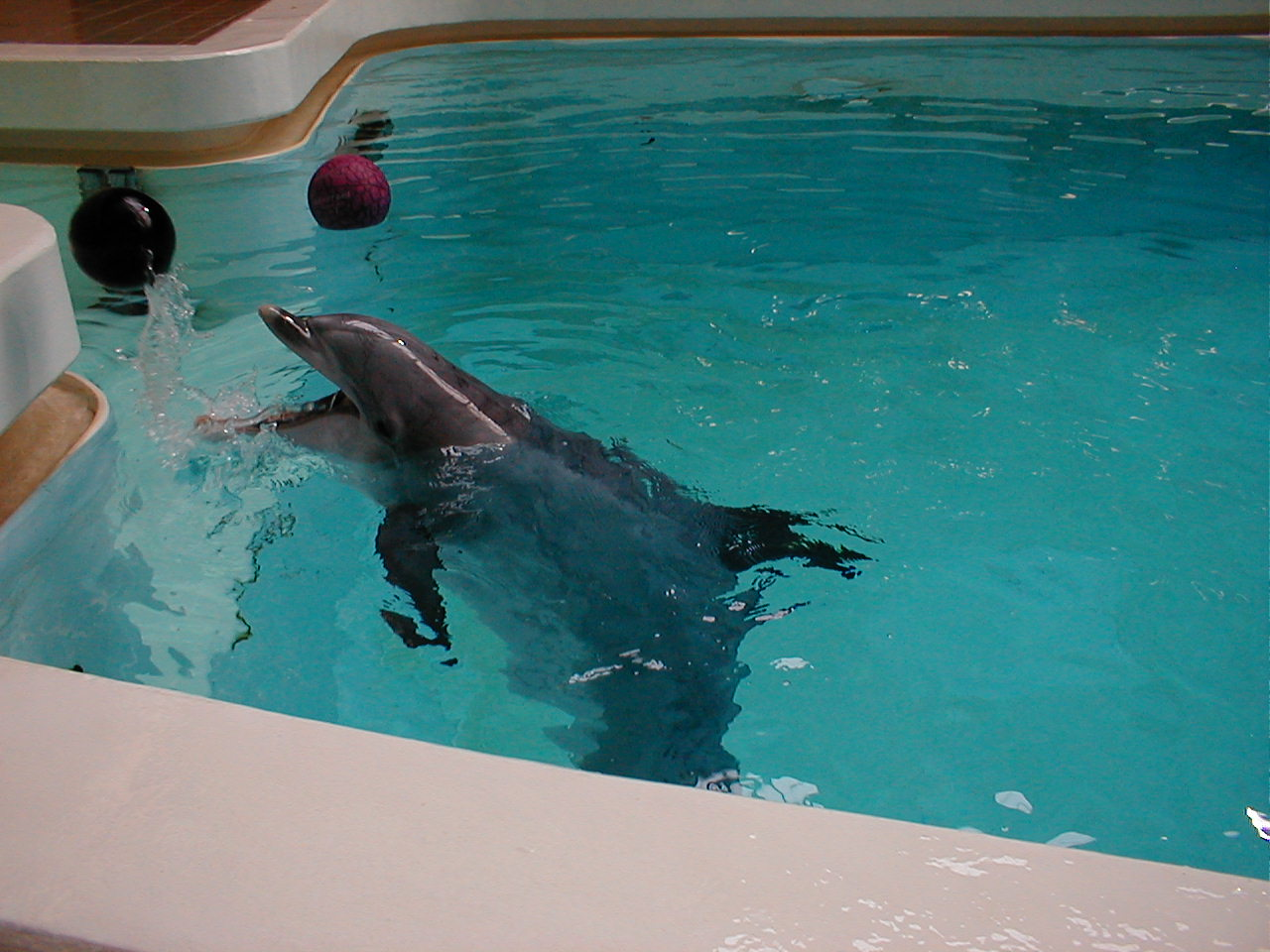
Großer Tümmler im Delphinarium, 2003
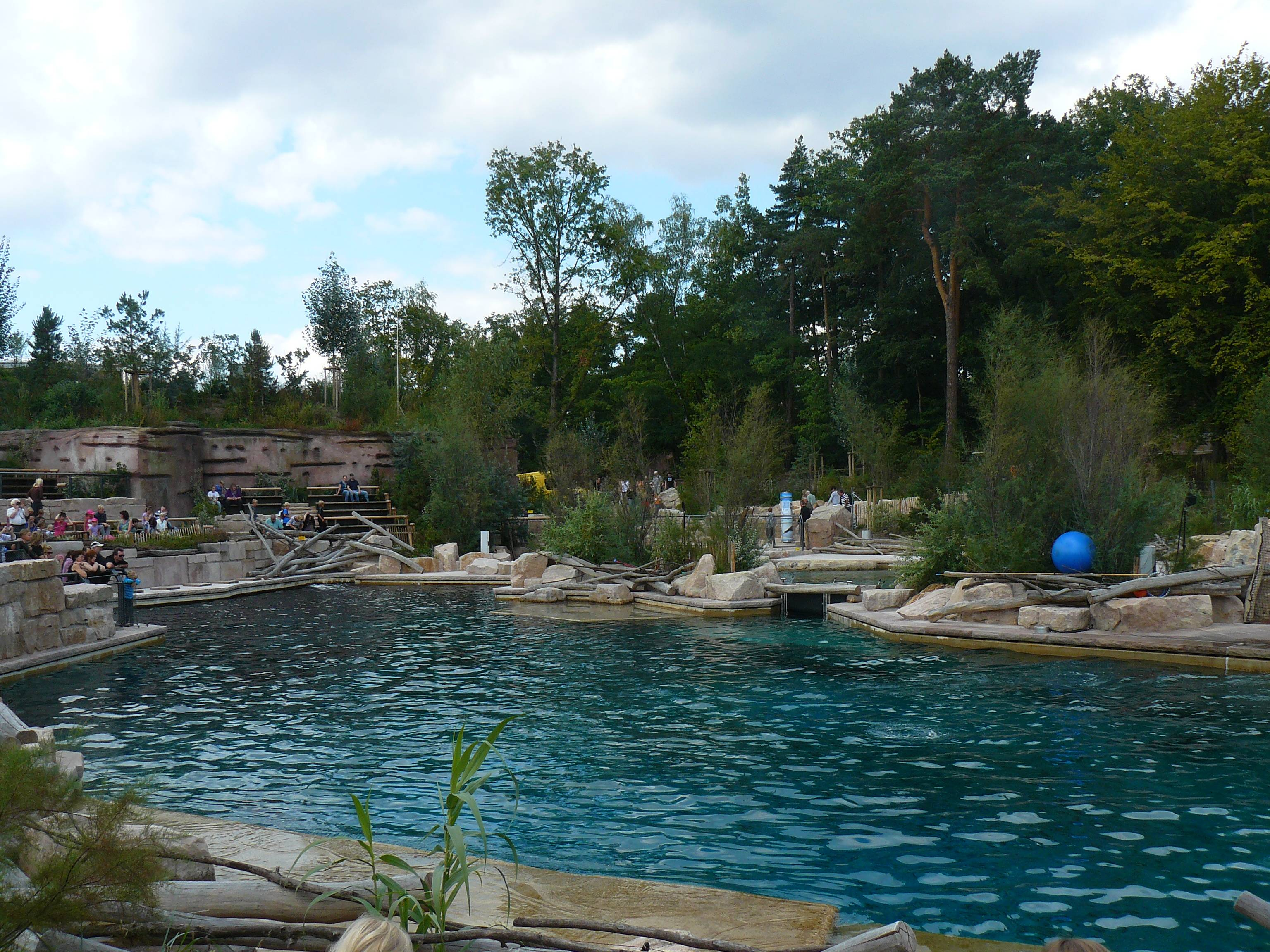
Delphinlagune, 2011
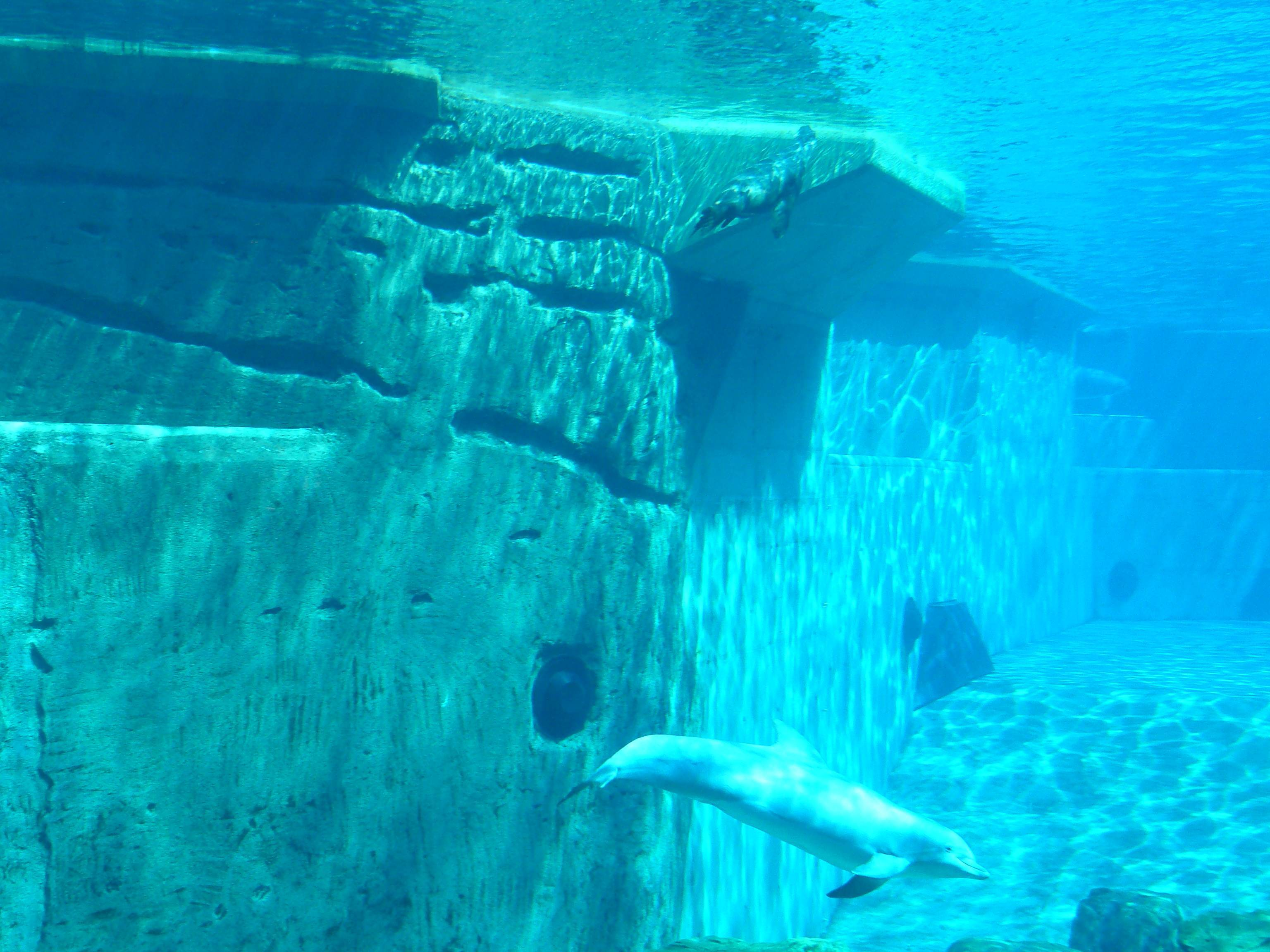
Unterwasseransicht der Delphinlagune, 2011
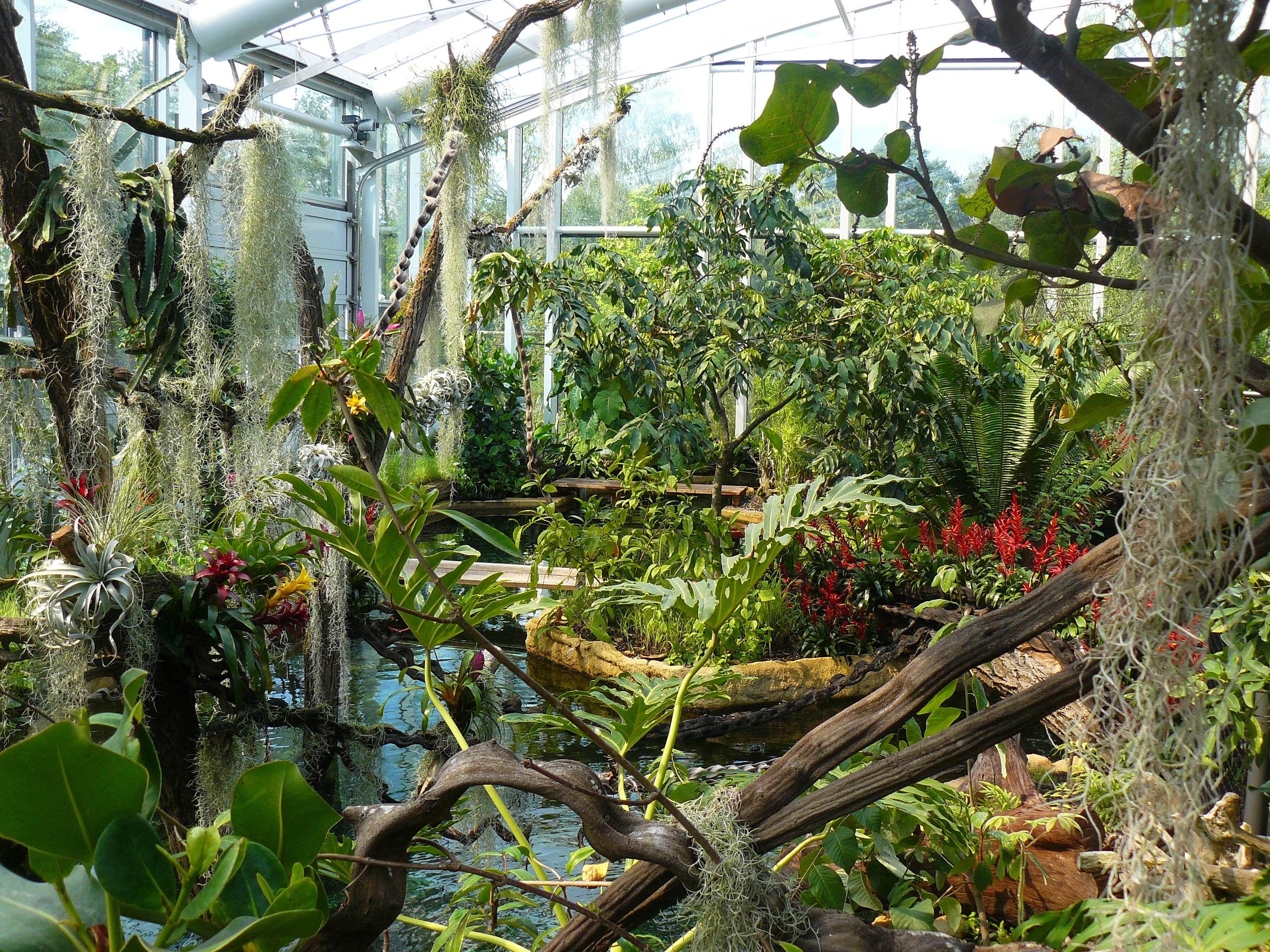
Innenraum des Manati-Hauses, 2011
Pacus im Manati-Becken, 2011

### Aquapark
Im 2004 eröffneten Aquapark werden verschiedene Tierarten gezeigt, die im Bereich von Gewässern leben. Im Herz der Anlage befindet sich ein Becken, das von Seehunden und Kalifornischen Seelöwen bewohnt wird. Darüber hinaus beinhaltet der Aquapark eine Anlage für Pinguine. Weiterhin werden mit Eisbär und Fischotter auch zwei Raubtierarten gezeigt.

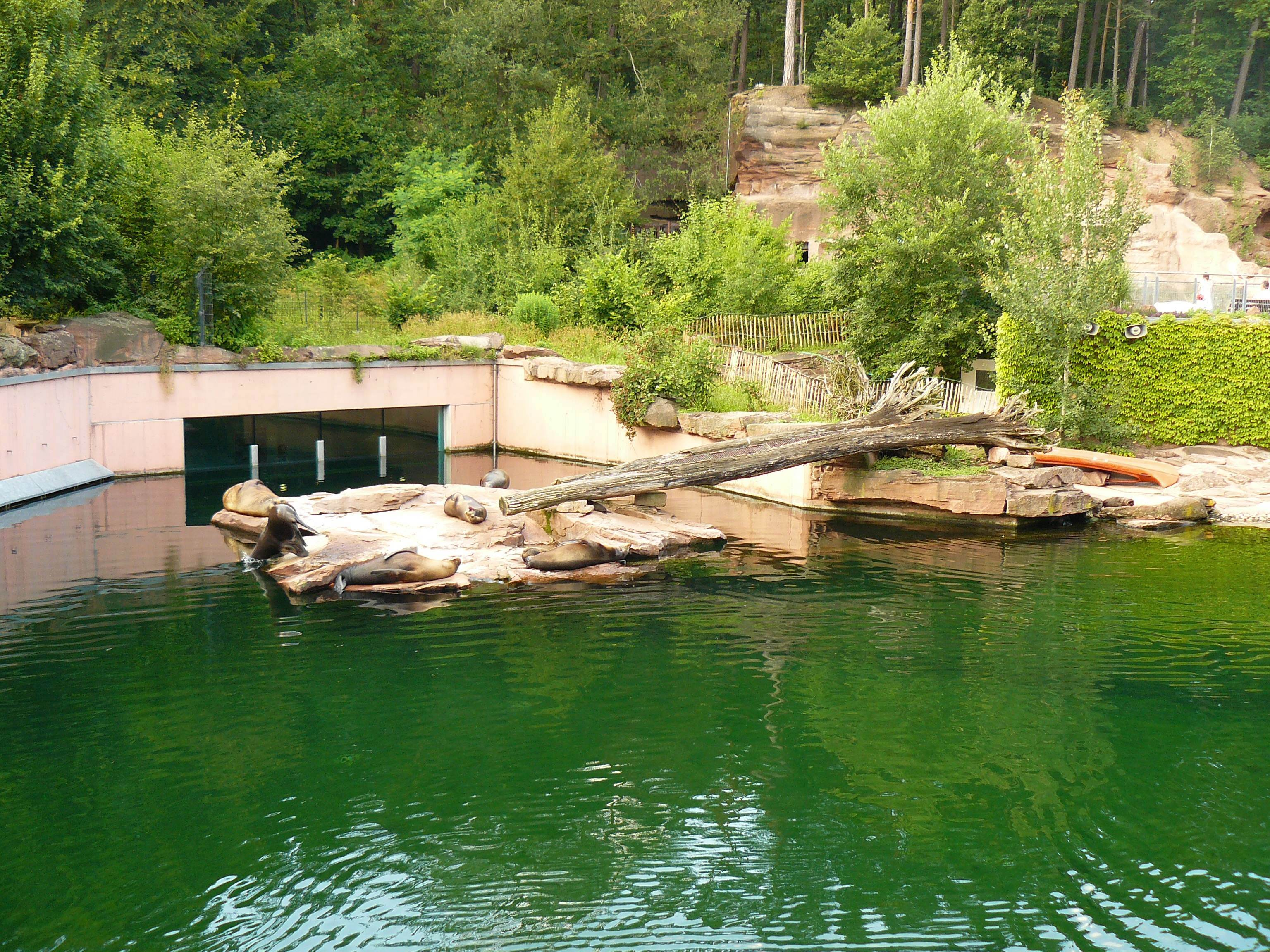
Seelöwenanlage
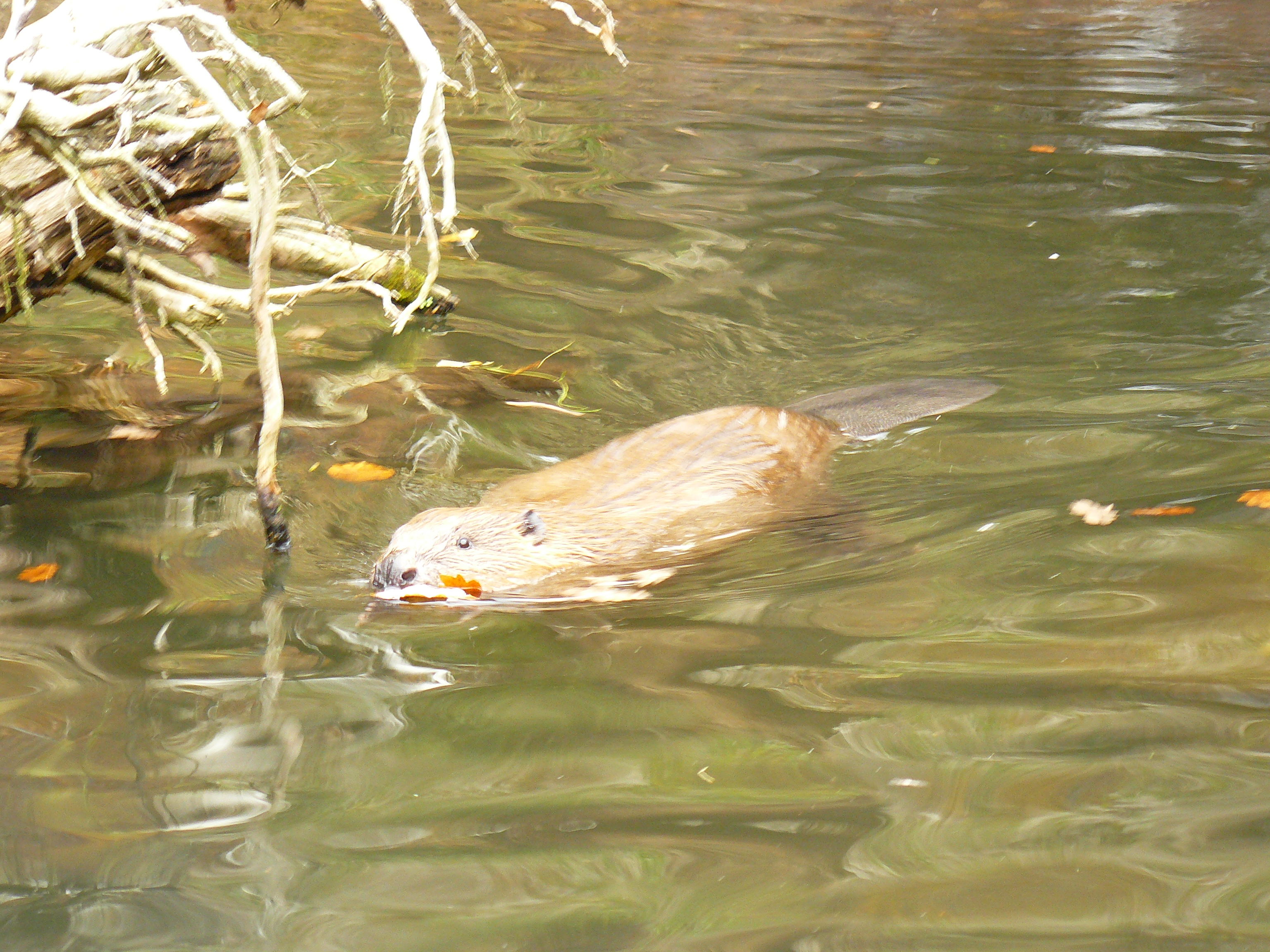
Biber
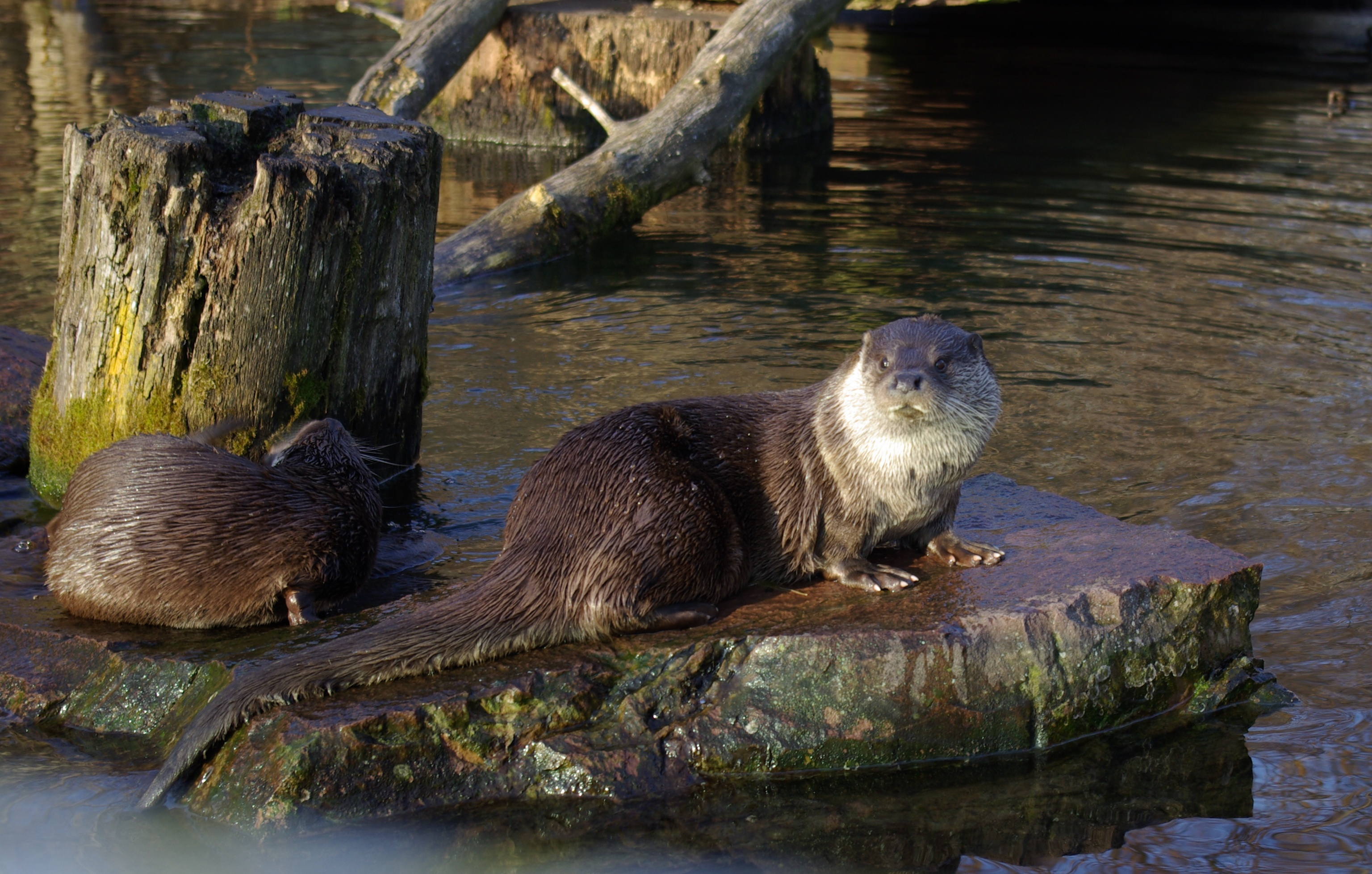
Fischotter, 2011
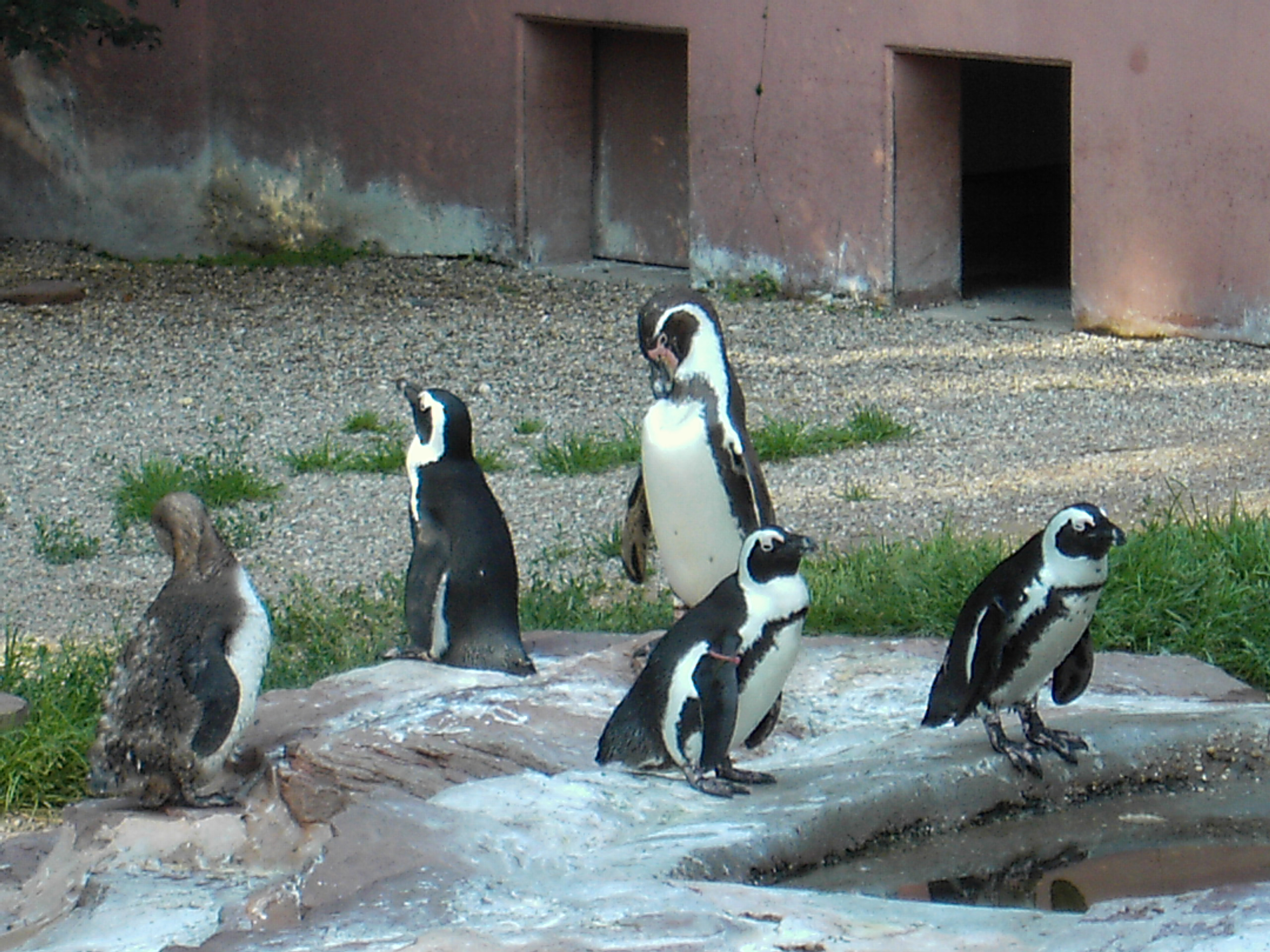
Brillen- und Humboldtpinguine

### Vögel
Der Tiergarten Nürnberg hält mehrere Greifvogelarten, wie Harpyien, Andenkondore und Bartgeier, und kann hier teilweise recht große Zuchterfolge vorweisen. Die Eulen sind im Zoo durch Habichtskauz und Schneeeule vertreten.
In einer naturnah gestalteten Weiherlandschaft leben neben Flamingos (Roter Flamingo und Chileflamingo), Tschajas, Rosapelikanen und Krauskopfpelikanen auch freifliegende Arten, wie Kormorane, Weißstörche, Graureiher und zahlreiche Entenarten. Weißnackenkraniche und Mandschurenkraniche sind in der Nähe der Weiherlandschaft in Freigehegen zu sehen.
Im Aquapark können Humboldt-Pinguine durch eine Scheibe auch unter Wasser beobachtet werden. Im Wüstenhaus, dem ehemaligen Flusspferdhaus, leben unter anderem Schmetterlingsfinken, Wüstengimpel und Senegalamaranten. Auf der großen Afrika-Anlage sind Blauhalsstrauße zusammen mit Zebras und Elenantilopen vergesellschaftet. Eine große, begehbare Voliere beherbergt Löffler, Waldrappen und Purpurhühner.
Nach dem Tod des letzten Syrischen Braunbären 2014 wurde deren Anlage zu einer begehbaren, bis zu 17 Meter hohen Voliere für Bartgeier umgebaut. Das 255.000 Euro teure Projekt wurde am 1. Juli 2016 eröffnet. Zum Besatz gehören neben den Greifvögeln Alpenmurmeltiere, Felsentauben sowie Schwarzstörche.
In einer Voliere am Klimawaldpfad leben Steinhühner. Hyazintharas, Rotschnabeltokos, Paradieskraniche und Emus sind weitere Vogelarten, die im Tiergarten Nürnberg zu sehen sind. Im Jahr 2017 starb ein namenloser Emuhahn, der mit 46 Jahren das höchste Alter eines Emus in Gefangenschaft erreicht haben soll.

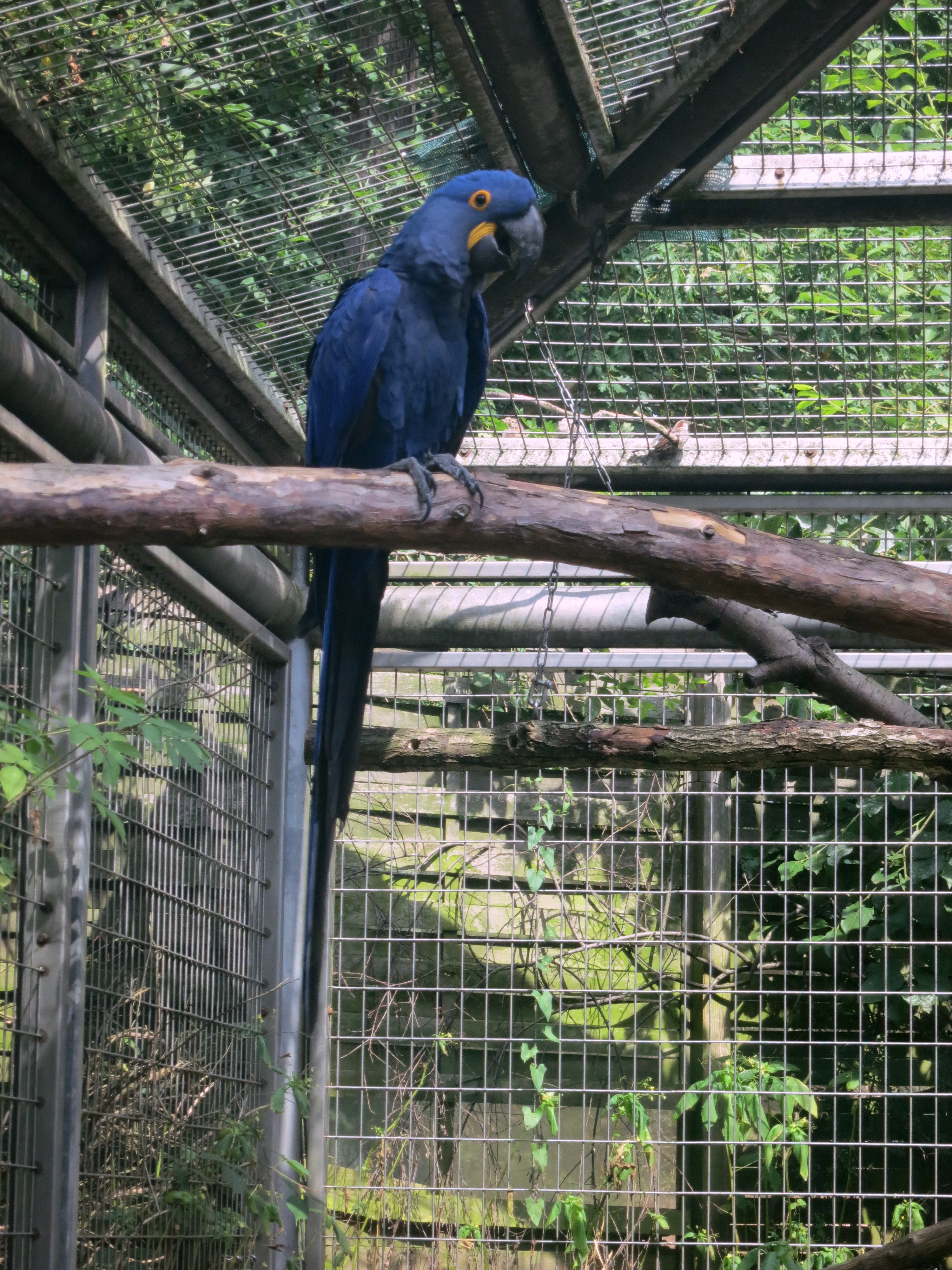
Hyazinthara, 2013
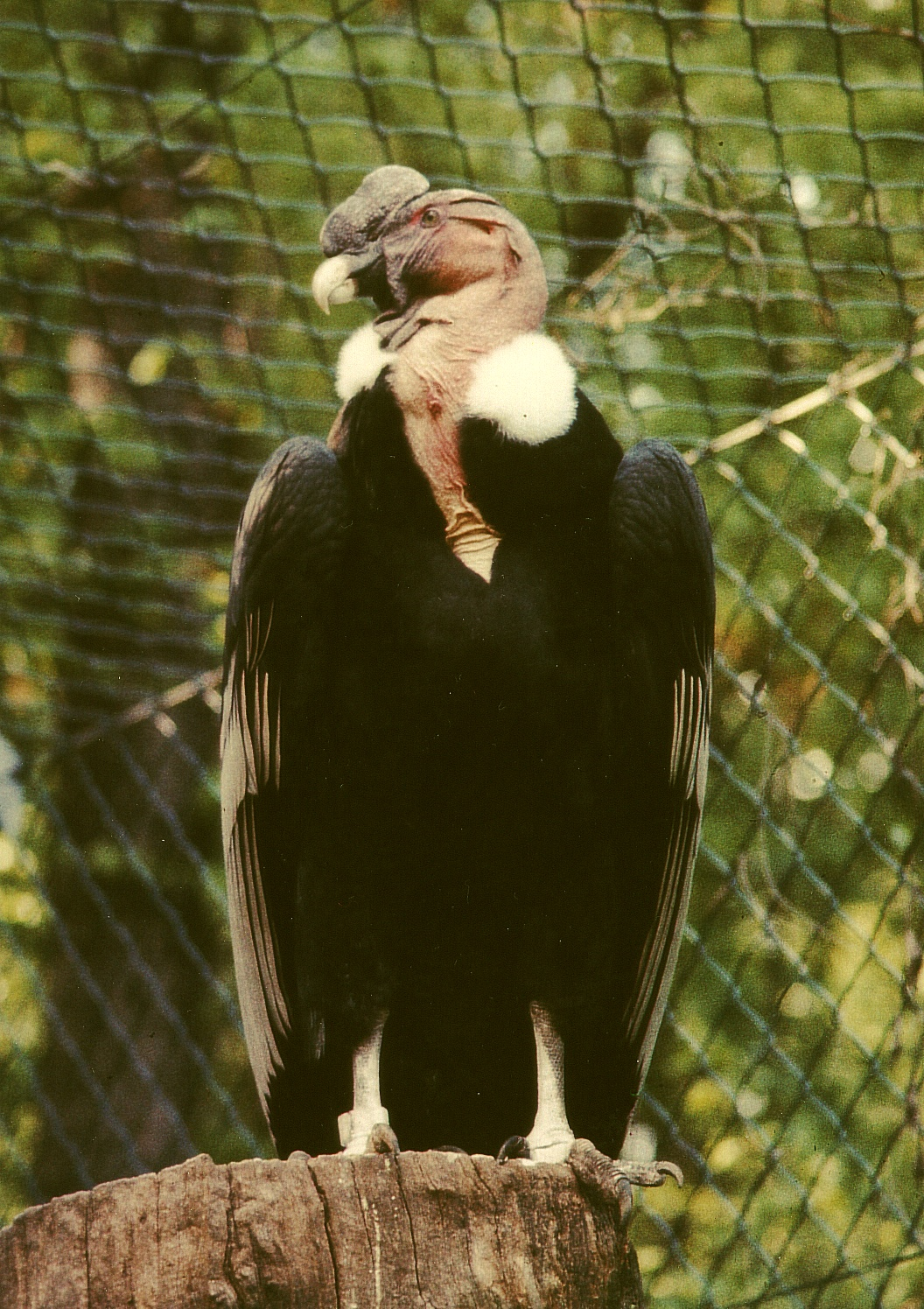
Andenkondor
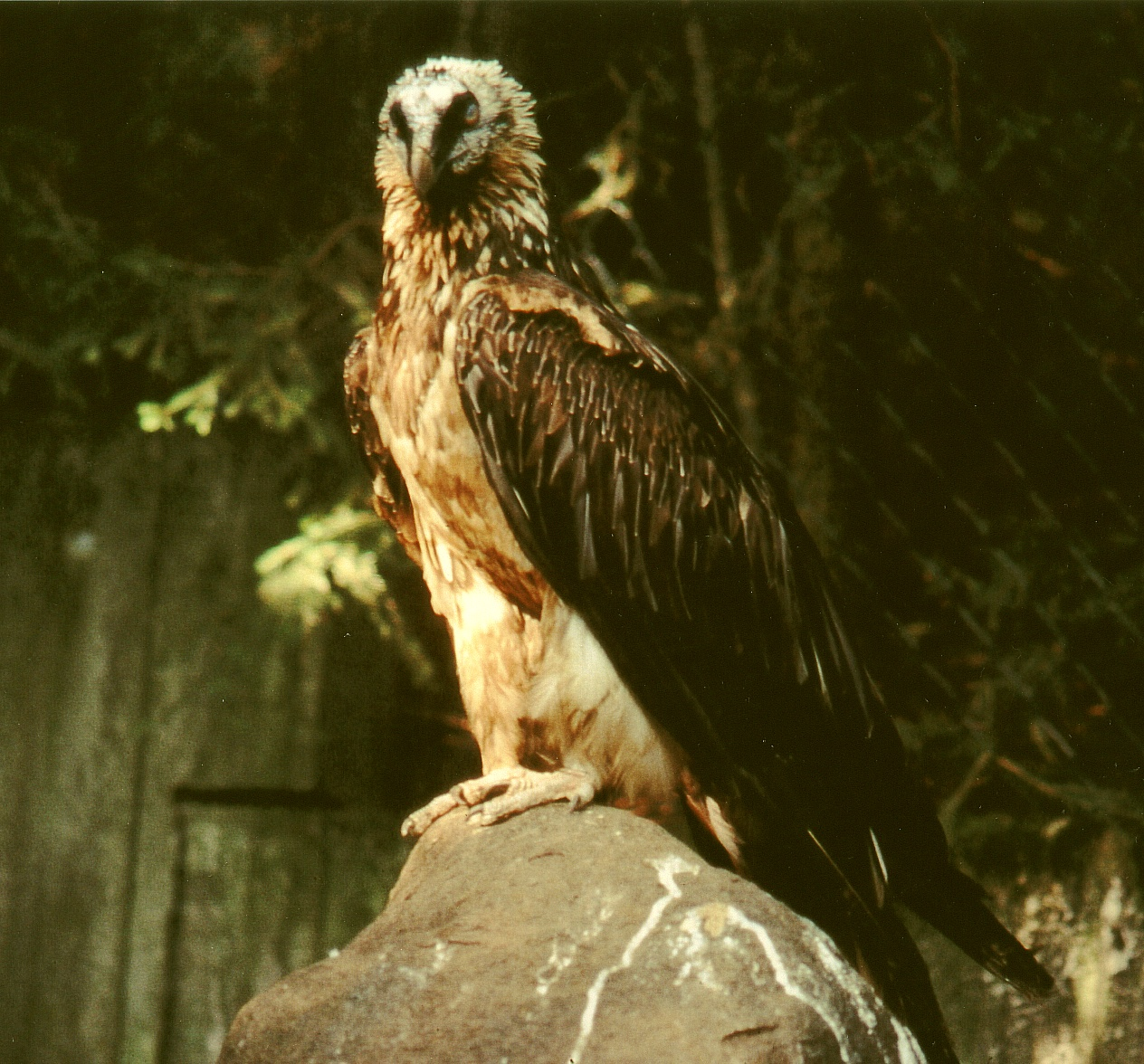
Bartgeier
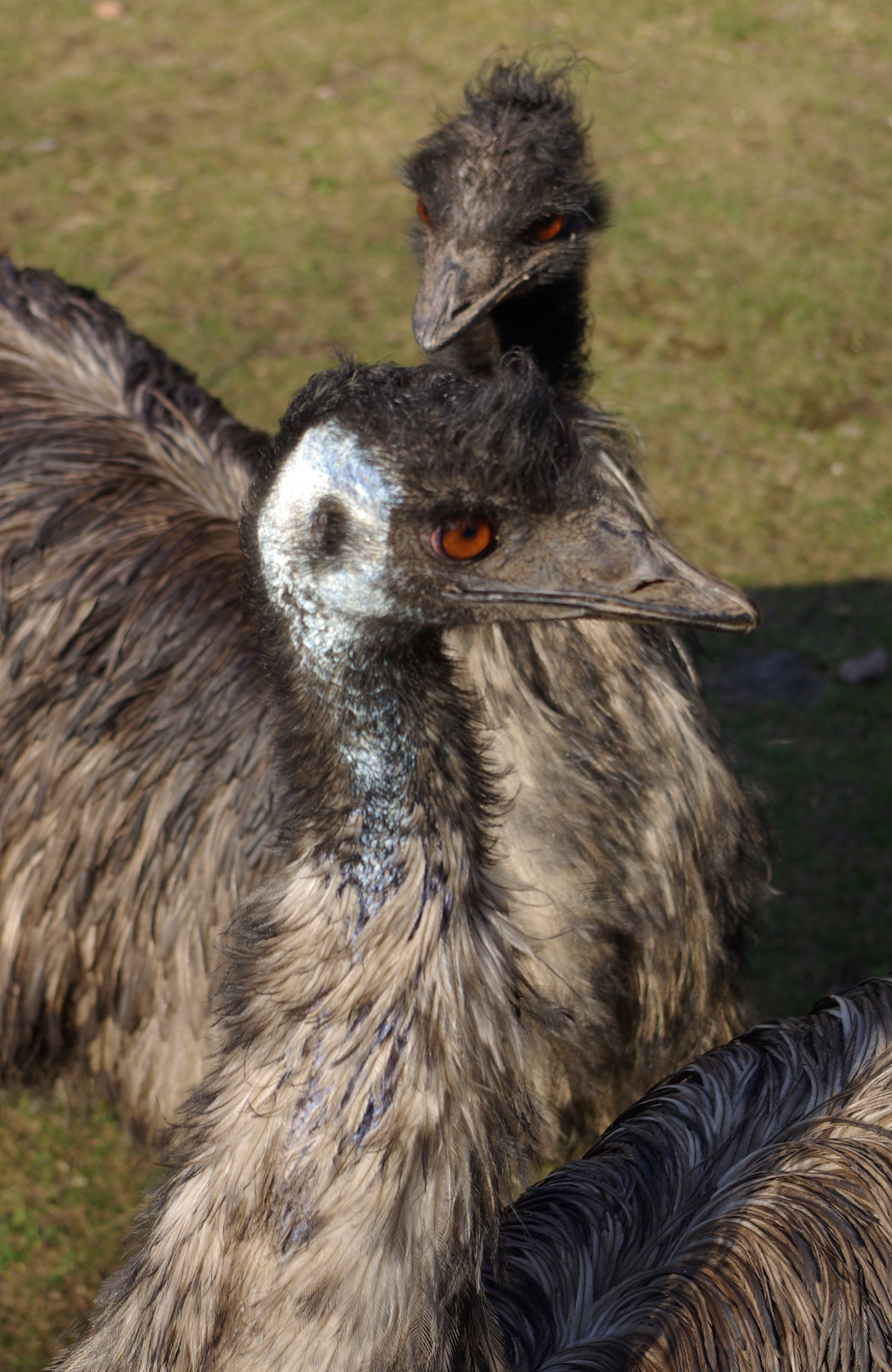
Emus, 2011
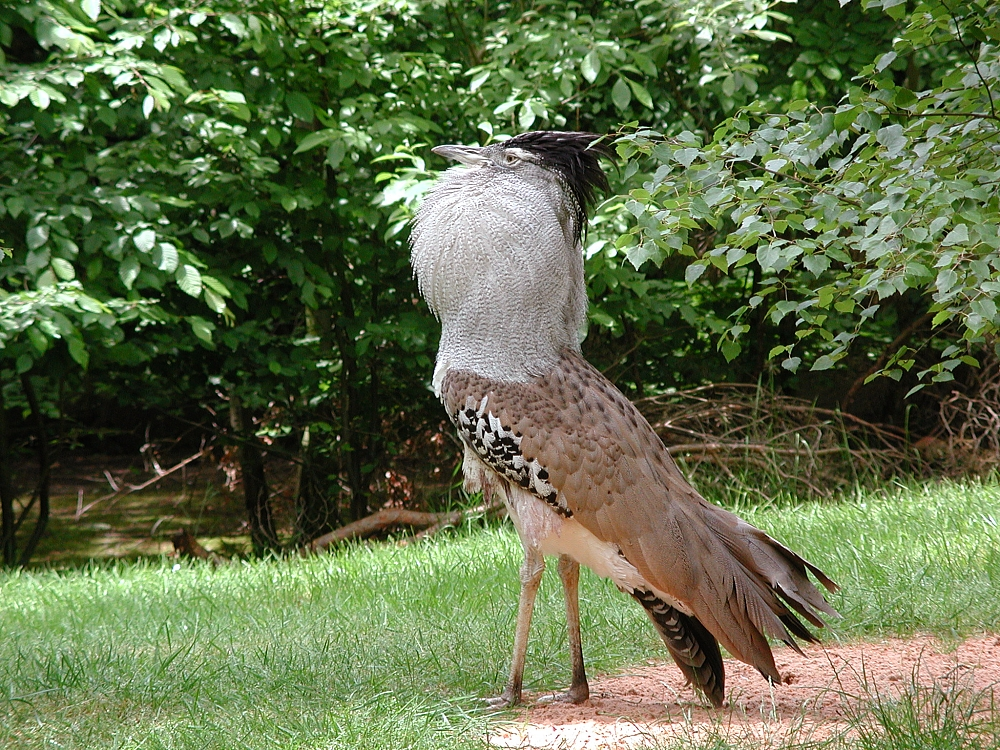
Riesentrappe, 2002
Halsband-Wehrvogel, 2023

### Reptilien, Amphibien und Fische
Im Naturkundehaus werden Bartagamen, Fidschi-Leguane, verschiedene Pfeilgiftfrösche, Chamäleons, Spitznasennattern, Tomatenfrösche, Blaue Baumwarane, Stachelschwanzskinks und Kragenechsen gehalten.
Verschiedene Salz- und Süßwasserfische sind in mehreren Aquarien im Innenbereich des Affenhauses zu besichtigen.

## Besuchereinrichtungen

### Straßenbahnanschluss
Der Tiergarten ist seit seiner Eröffnung durch eine eigene Straßenbahnlinie erschlossen. Heute verkehren hier die Linien 5 und 11, die hier ihre östliche Endstation haben.

### Tiergartenbahn
Schon seit der Neueröffnung 1939 wird das weitläufige Gelände durch eine Parkeisenbahn erschlossen. Seit 1964 ist sie eine verkleinerte Nachbildung des Adler, der ersten deutschen Eisenbahn von Nürnberg nach Fürth.

### Gastronomie

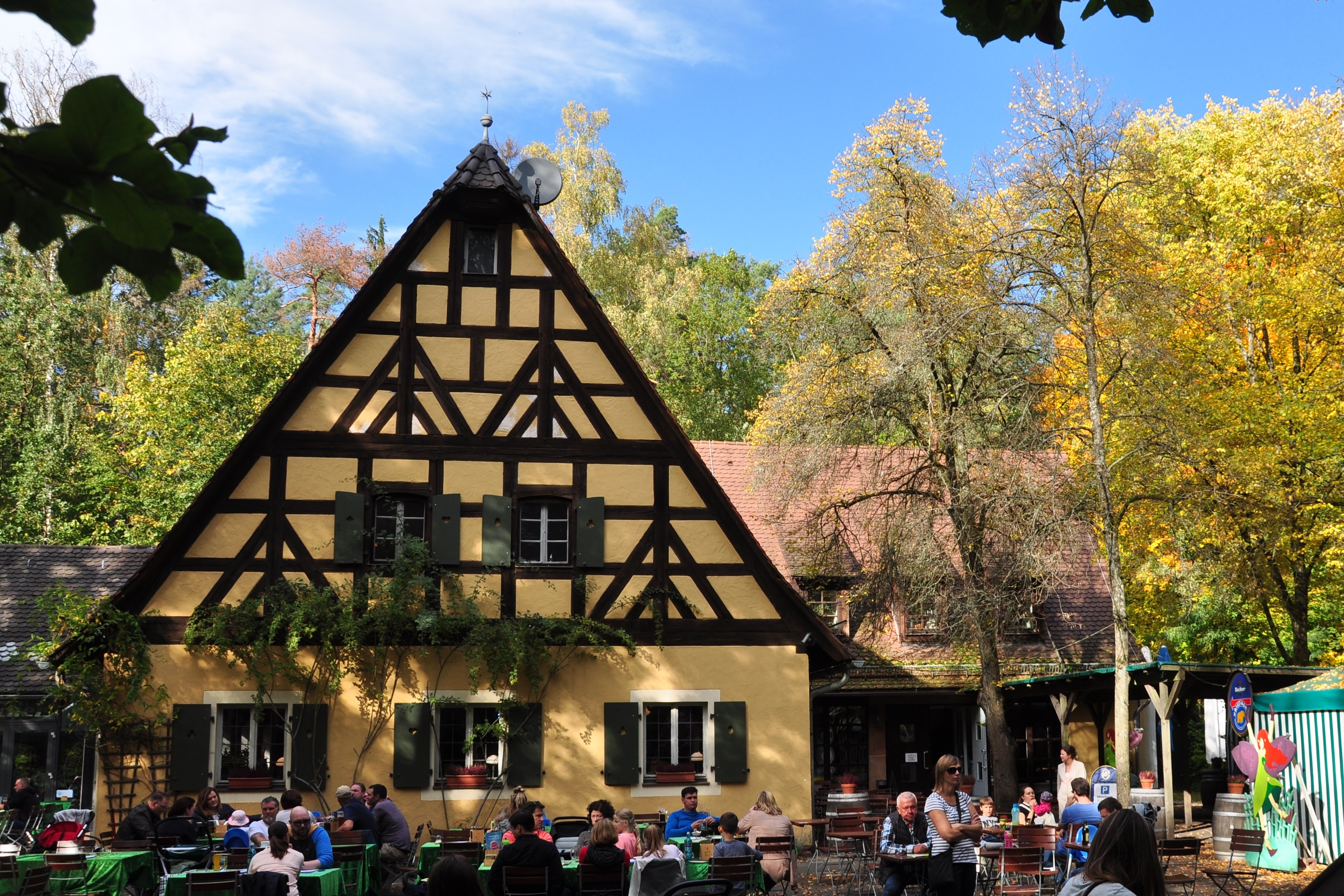
Restaurant Waldschänke im Tiergarten, Oktober 2019

Im Tiergarten befinden sich mehrere Gaststätten, darunter das Restaurant Waldschänke bei der Eisbärenanlage und das Bistro Lagunenblick am Delphinarium.

### Naturkundehaus und Bionicum
Im 1990 eröffneten Naturkundehaus finden regelmäßig Vortragsveranstaltungen des Tiergartens, des Landesbunds für Vogel- und Naturschutz und des Bunds Naturschutz statt.
Das Bionicum, welches im Juli 2014 fertiggestellt wurde, befindet sich im Obergeschoss des Naturkundehauses. Es handelt sich dabei um ein kleines Museum zum Thema Bionik.

### Klimawaldpfad
Nahe der Waldschänke befindet sich der 2024 eröffnete Klimawaldpfad. Auf diesem Baumkronenpfad gibt es Spielstationen, mehrere Picknickmöglichkeiten sowie Infotafeln, die über Wälder und den Klimawandel aufklären sollen. Der Pfad ist durchgehend barrierefrei gestaltet.

## Herausragende Ereignisse

### Erschießung von vier Eisbären
Aufgrund von Umbaumaßnahmen im Karlsruher Zoo wurden die vier dort lebenden Eisbären – zwei alte Weibchen, Silke und Nadine (beide 36), sowie das Pärchen Efgenia (9) und Yukon (10) – an den Nürnberger Tiergarten ausgeliehen. Am 29. März 2000 öffnete ein Unbekannter das Gehege der Tiere, woraufhin diese es verließen. Zu diesem Zeitpunkt befanden sich Besucher im Tiergarten. Den Angestellten des Zoos gelang es nicht, die Tiere zu betäuben, weil die Narkosepfeile das dicke Winterfell und die Speckschicht der Bären nicht durchdringen konnten. Daraufhin wurden alle vier Bären erschossen. Menschen kamen nicht zu Schaden.
Im Nachhinein wurde die Zooleitung von Tierschützern stark kritisiert und auch angezeigt, weil die Tötung der Tiere vermeidbar gewesen sei. Andererseits wurde seitens des Tiergartens Strafanzeige gegen Unbekannt erstattet. Mitte April 2000 führten Zeugenaussagen zur Festnahme eines 30-Jährigen. Dieser hatte sich zuvor erfolglos als Handwerker für den Tierpark beworben, stritt jegliche Tatbeteiligung jedoch vehement ab. Ein gerichtliches Verfahren wurde im Jahr 2001 aufgrund mangelnder Beweislage eingestellt. Der Vorfall ist bis heute nicht aufgeklärt.

### Eisbärin Flocke

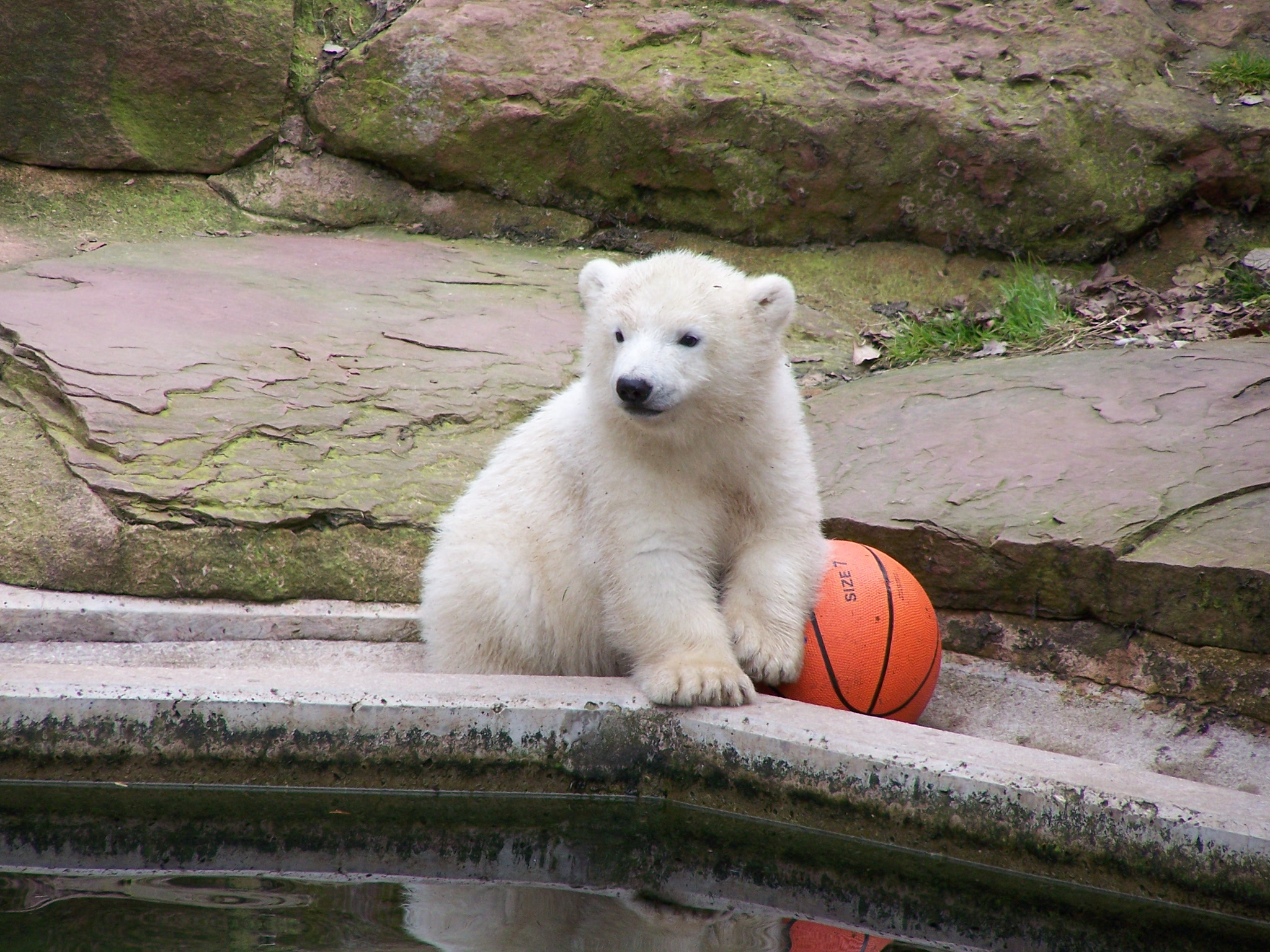
Eisbärin Flocke, 2008

Die Eisbärinnen Vilma und Vera erfuhren im Januar 2008 ein verstärktes Medieninteresse, weil beide Nachwuchs bekamen. Die Jungen des einen Weibchens überlebten nicht. Tierschützer äußerten Kritik an der Tierparkleitung und machten die künstliche Umwelt für die beiden Todesfälle verantwortlich. Die Tierparkleitung distanzierte sich ausdrücklich von der Option, den Eisbärennachwuchs – so wie im Fall des Eisbären Knut in Berlin – mit der Flasche aufzuziehen und sich damit in die Aufzucht der Jungtiere einzumischen. Wenige Tage später trug die Bärin Vera ihren Nachwuchs aus der Aufzuchtshöhle und lief unruhig im Gehege herum, offenbar auf der Suche nach einem anderen Unterschlupf. Aufgrund dieses ungewöhnlichen Verhaltens und nachdem sie das Jungtier mehrfach fallengelassen hatte, entschloss sich die Zooleitung nunmehr doch zu einer Handaufzucht des kleinen Eisbären. Bei dem Eisbärbaby handelte es sich um ein Weibchen. Das Medieninteresse am Eisbärjungen war so groß, dass die Stadt Nürnberg eine Sonderseite im Internet eingerichtet hatte. Aufgrund von über 6500 Namensvorschlägen für das Junge sind am 12. Januar 2008 vorübergehend die Internetserver der Stadt Nürnberg zusammengebrochen. Am 18. Januar 2008 entschied eine Jury, dem Eisbären den inoffiziell von Wärtern bereits verwendeten Namen „Flocke“ zu geben. Insgesamt wurden mehr als 50.000 Namensvorschläge eingereicht, davon auch Tausende aus dem Ausland (z. B. Indien, Kanada etc.). Um die Euphorie um das Eisbärjunge finanziell und zu Gunsten des Nürnberger Tiergartens nutzen zu können, hatte sich die Stadt Nürnberg ausgewählte Markenrechte für den Namen „Eisbär Flocke“ sichern lassen.

### Kleine Pandas getötet

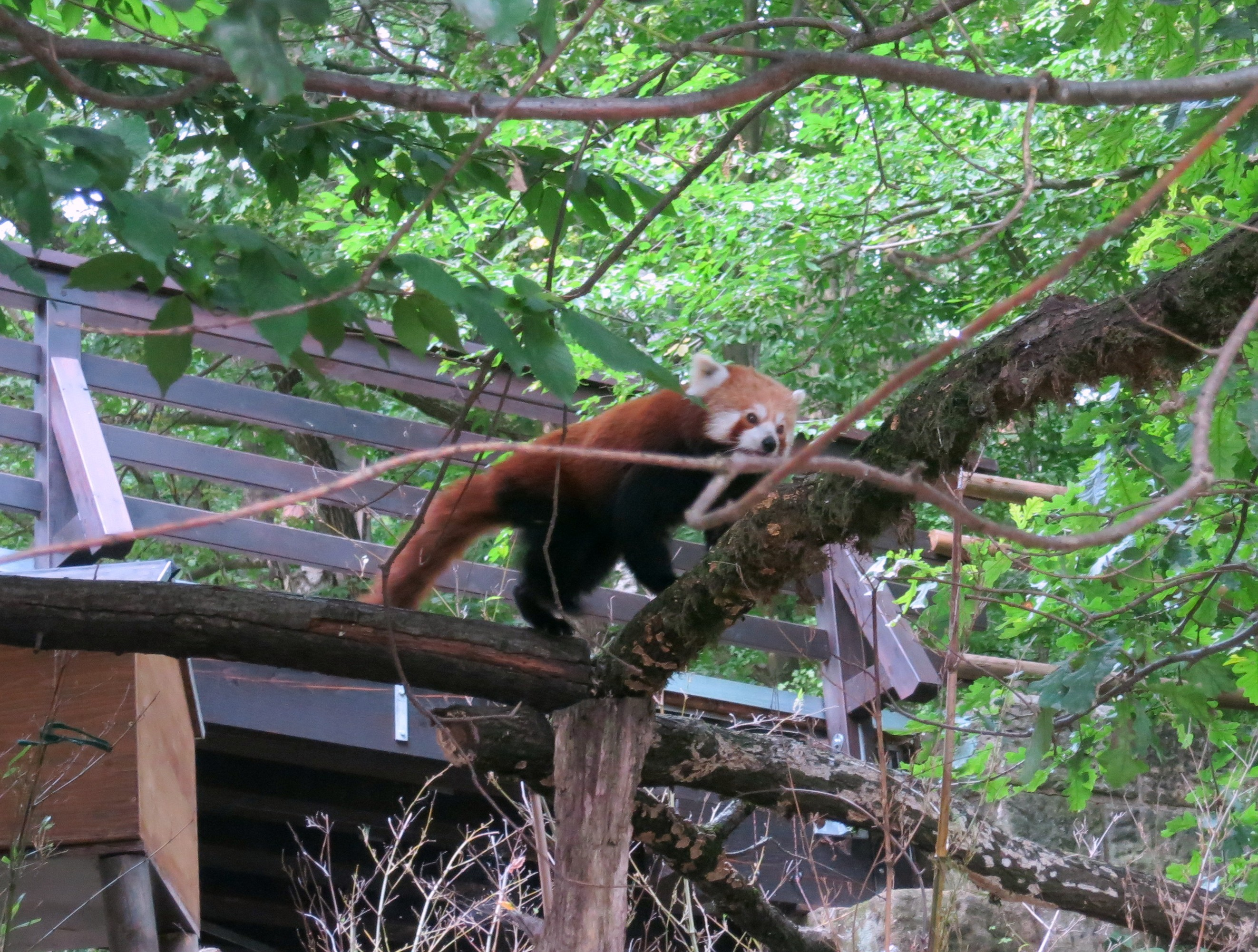
Kleiner Panda, 2013

Am 18. Februar 2008 wurden zwei Kleine Pandas im Nürnberger Tiergarten getötet. Die tödlichen Verletzungen wurden vermutlich durch einen spitzen Gegenstand hervorgerufen. Aufgrund der unklaren Herkunft der Verletzungen nahm die Kriminalpolizei Ermittlungen auf. Auch die Staatsanwaltschaft wurde informiert.
Einer der Pandabären lag im Freigehege, der andere im Stall. Die Tiere hatten sich das Gehege mit drei Muntjaks geteilt. Eine Verletzung durch die Hirsche wurde ursprünglich ausgeschlossen, da die Muntjaks seit 1998 friedlich mit den Katzenbären zusammengelebt hätten.
Im Laufe der Ermittlungen konnte ein menschliches Verschulden nicht nachgewiesen werden. Offensichtlich waren die Verletzungen entgegen der ursprünglichen Einschätzung doch durch die Muntjaks verursacht worden.

### Ältester Flachlandtapir Europas
Im Mai 2020 verstarb das Flachlandtapirweibchen Daisy mit 38 Jahren im Tiergarten Nürnberg. Der Tapir hatte dort ab 1982 gelebt und insgesamt zehn Jungtiere großgezogen. Daisy war mit 38 um einiges älter als ihre in freier Wildbahn lebenden Artgenossen und wurde darüber hinaus zum ältesten Vertreter dieser Art in europäischen Zoos.

### Vogelgrippe
Im Januar 2025 starben drei Weißstörche aus dem Tiergarten an der Vogelgrippe H5N1. Daraufhin wurden verschiedene Maßnahmen ergriffen, um eine weitere Ausbreitung zu verhindern. Der Tiergarten blieb vom 16. bis zum 23. Januar 2025 geschlossen.

### Tötung von Pavianen
Nach einer bereits lange andauernden Diskussionsphase sorgte der Zoo am 29. Juli 2025 für Aufsehen in der Öffentlichkeit, als er zwölf Paviane aufgrund Platzmangels durch Erschießen töten ließ. Tierrechtsaktivisten versuchten daraufhin den Zoo zu stürmen.